# Lista de asteroides (374001-375000)
Esta é uma lista parcial de asteroides, do asteroide número 374001 até o 375000, inclusive. Veja também o índice com todas as listas disponíveis.

| Objeto Próximos à Terra | Cinturão de asteroides (interno) | Cinturão de asteroides (externo) | Centauro       |
| Cruzador de Marte       | Cinturão de asteroides (meio)    | Troianos de Júpiter              | Transnetuniano |

Veja mais dados de cada asteroide na ligação externa para o Minor Planet Center na última coluna.
Índice: 374001... 374101... 374201... 374301... 374401... 374501... 374601... 374701... 374801... 374901... 

## 374001–374100
| Designação | Designação | Descoberta  | Descoberta        | Descobridor(es)       | Categoria | Mais informações / Referência |
| Permanente | Provisória | Data        | Local             | Descobridor(es)       | Categoria | Mais informações / Referência |
| ---------- | ---------- | ----------- | ----------------- | --------------------- | --------- | ----------------------------- |
| 374001     | 2004 BX121 | 27 jan 2004 | Catalina          | CSS                   | —         | MPC                           |
| 374002     | 2004 BW128 | 16 jan 2004 | Kitt Peak         | Spacewatch            | —         | MPC                           |
| 374003     | 2004 BW16  | 24 jan 2004 | Socorro           | LINEAR                | —         | MPC                           |
| 374004     | 2004 BL162 | 30 jan 2004 | Anderson Mesa     | LONEOS                | —         | MPC                           |
| 374005     | 2004 CA13  | 11 fev 2004 | Palomar           | NEAT                  | —         | MPC                           |
| 374006     | 2004 CT22  | 12 fev 2004 | Kitt Peak         | Spacewatch            | —         | MPC                           |
| 374007     | 2004 CZ36  | 12 fev 2004 | Palomar           | NEAT                  | —         | MPC                           |
| 374008     | 2004 CL42  | 10 fev 2004 | Palomar           | NEAT                  | —         | MPC                           |
| 374009     | 2004 CS57  | 13 fev 2004 | Palomar           | NEAT                  | —         | MPC                           |
| 374010     | 2004 CH71  | 13 fev 2004 | Kitt Peak         | Spacewatch            | —         | MPC                           |
| 374011     | 2004 CX99  | 15 fev 2004 | Catalina          | CSS                   | —         | MPC                           |
| 374012     | 2004 CZ114 | 10 fev 2004 | Palomar           | NEAT                  | —         | MPC                           |
| 374013     | 2004 DP7   | 17 fev 2004 | Kitt Peak         | Spacewatch            | —         | MPC                           |
| 374014     | 2004 DB8   | 17 fev 2004 | Kitt Peak         | Spacewatch            | —         | MPC                           |
| 374015     | 2004 DW13  | 16 fev 2004 | Socorro           | LINEAR                | —         | MPC                           |
| 374016     | 2004 DD43  | 23 fev 2004 | Socorro           | LINEAR                | —         | MPC                           |
| 374017     | 2004 DZ48  | 19 fev 2004 | Socorro           | LINEAR                | —         | MPC                           |
| 374018     | 2004 DG61  | 26 fev 2004 | Socorro           | LINEAR                | —         | MPC                           |
| 374019     | 2004 DY65  | 23 fev 2004 | Socorro           | LINEAR                | —         | MPC                           |
| 374020     | 2004 EC5   | 11 mar 2004 | Palomar           | NEAT                  | —         | MPC                           |
| 374021     | 2004 EP19  | 14 mar 2004 | Kitt Peak         | Spacewatch            | —         | MPC                           |
| 374022     | 2004 EM23  | 14 mar 2004 | Palomar           | NEAT                  | —         | MPC                           |
| 374023     | 2004 EE43  | 15 mar 2004 | Catalina          | CSS                   | —         | MPC                           |
| 374024     | 2004 EX45  | 15 mar 2004 | Kitt Peak         | Spacewatch            | —         | MPC                           |
| 374025     | 2004 EB62  | 12 mar 2004 | Palomar           | NEAT                  | —         | MPC                           |
| 374026     | 2004 EA82  | 15 mar 2004 | Socorro           | LINEAR                | —         | MPC                           |
| 374027     | 2004 FS3   | 18 mar 2004 | Socorro           | LINEAR                | —         | MPC                           |
| 374028     | 2004 FN6   | 23 mar 2004 | Socorro           | LINEAR                | Juno      | MPC                           |
| 374029     | 2004 FJ9   | 16 mar 2004 | Kitt Peak         | Spacewatch            | —         | MPC                           |
| 374030     | 2004 FR19  | 16 mar 2004 | Kitt Peak         | Spacewatch            | —         | MPC                           |
| 374031     | 2004 FA47  | 18 mar 2004 | Kitt Peak         | Spacewatch            | —         | MPC                           |
| 374032     | 2004 FK59  | 18 mar 2004 | Socorro           | LINEAR                | —         | MPC                           |
| 374033     | 2004 FF111 | 25 mar 2004 | Anderson Mesa     | LONEOS                | —         | MPC                           |
| 374034     | 2004 FG115 | 22 mar 2004 | Socorro           | LINEAR                | —         | MPC                           |
| 374035     | 2004 FZ142 | 27 mar 2004 | Socorro           | LINEAR                | —         | MPC                           |
| 374036     | 2004 GH4   | 19 mar 2004 | Socorro           | LINEAR                | —         | MPC                           |
| 374037     | 2004 GO80  | 7 jan 2000  | Kitt Peak         | Spacewatch            | Mitidika  | MPC                           |
| 374038     | 2004 HW    | 18 abr 2004 | Siding Spring     | SSS                   | —         | MPC                           |
| 374039     | 2004 HP14  | 16 abr 2004 | Kitt Peak         | Spacewatch            | —         | MPC                           |
| 374040     | 2004 HV44  | 21 abr 2004 | Socorro           | LINEAR                | —         | MPC                           |
| 374041     | 2004 JB41  | 14 mai 2004 | Palomar           | NEAT                  | —         | MPC                           |
| 374042     | 2004 KZ3   | 16 mai 2004 | Socorro           | LINEAR                | —         | MPC                           |
| 374043     | 2004 LH6   | 9 jun 2004  | Siding Spring     | SSS                   | —         | MPC                           |
| 374044     | 2004 MU7   | 16 jun 2004 | Catalina          | CSS                   | —         | MPC                           |
| 374045     | 2004 ND13  | 11 jul 2004 | Socorro           | LINEAR                | —         | MPC                           |
| 374046     | 2004 OV8   | 27 jun 2004 | Siding Spring     | SSS                   | —         | MPC                           |
| 374047     | 2004 OF11  | 27 jun 2004 | Siding Spring     | SSS                   | —         | MPC                           |
| 374048     | 2004 PJ3   | 3 ago 2004  | Siding Spring     | SSS                   | —         | MPC                           |
| 374049     | 2004 PM4   | 5 ago 2004  | Palomar           | NEAT                  | —         | MPC                           |
| 374050     | 2004 PK14  | 7 ago 2004  | Palomar           | NEAT                  | —         | MPC                           |
| 374051     | 2004 PM34  | 8 ago 2004  | Anderson Mesa     | LONEOS                | Phocaea   | MPC                           |
| 374052     | 2004 PM35  | 8 ago 2004  | Anderson Mesa     | LONEOS                | —         | MPC                           |
| 374053     | 2004 PQ43  | 6 ago 2004  | Palomar           | NEAT                  | —         | MPC                           |
| 374054     | 2004 PB69  | 7 ago 2004  | Palomar           | NEAT                  | —         | MPC                           |
| 374055     | 2004 PY70  | 8 ago 2004  | Socorro           | LINEAR                | —         | MPC                           |
| 374056     | 2004 PP84  | 10 ago 2004 | Socorro           | LINEAR                | —         | MPC                           |
| 374057     | 2004 PN89  | 9 ago 2004  | Socorro           | LINEAR                | —         | MPC                           |
| 374058     | 2004 PU90  | 10 ago 2004 | Socorro           | LINEAR                | —         | MPC                           |
| 374059     | 2004 PZ96  | 11 ago 2004 | Socorro           | LINEAR                | —         | MPC                           |
| 374060     | 2004 PY104 | 11 ago 2004 | Goodricke-Pigott  | Goodricke-Pigott Obs. | —         | MPC                           |
| 374061     | 2004 RY5   | 21 ago 2004 | Siding Spring     | SSS                   | —         | MPC                           |
| 374062     | 2004 RS8   | 6 set 2004  | Goodricke-Pigott  | Goodricke-Pigott Obs. | —         | MPC                           |
| 374063     | 2004 RY29  | 11 ago 2004 | Socorro           | LINEAR                | —         | MPC                           |
| 374064     | 2004 RF33  | 23 ago 2004 | Anderson Mesa     | LONEOS                | —         | MPC                           |
| 374065     | 2004 RF35  | 7 set 2004  | Socorro           | LINEAR                | —         | MPC                           |
| 374066     | 2004 RR47  | 8 set 2004  | Socorro           | LINEAR                | —         | MPC                           |
| 374067     | 2004 RK58  | 8 set 2004  | Socorro           | LINEAR                | —         | MPC                           |
| 374068     | 2004 RE70  | 8 set 2004  | Socorro           | LINEAR                | —         | MPC                           |
| 374069     | 2004 RJ100 | 10 ago 2004 | Anderson Mesa     | LONEOS                | —         | MPC                           |
| 374070     | 2004 RH113 | 6 set 2004  | Bergisch Gladbach | W. Bickel             | —         | MPC                           |
| 374071     | 2004 RS124 | 7 set 2004  | Kitt Peak         | Spacewatch            | —         | MPC                           |
| 374072     | 2004 RY127 | 7 set 2004  | Kitt Peak         | Spacewatch            | —         | MPC                           |
| 374073     | 2004 RZ138 | 8 set 2004  | Palomar           | NEAT                  | —         | MPC                           |
| 374074     | 2004 RD139 | 20 ago 2004 | Catalina          | CSS                   | —         | MPC                           |
| 374075     | 2004 RO142 | 8 set 2004  | Socorro           | LINEAR                | —         | MPC                           |
| 374076     | 2004 RA146 | 9 set 2004  | Needville         | Needville Obs.        | —         | MPC                           |
| 374077     | 2004 RD149 | 9 set 2004  | Socorro           | LINEAR                | —         | MPC                           |
| 374078     | 2004 RB151 | 9 set 2004  | Socorro           | LINEAR                | —         | MPC                           |
| 374079     | 2004 RD154 | 10 set 2004 | Socorro           | LINEAR                | —         | MPC                           |
| 374080     | 2004 RA165 | 8 set 2004  | Socorro           | LINEAR                | —         | MPC                           |
| 374081     | 2004 RJ167 | 7 set 2004  | Socorro           | LINEAR                | —         | MPC                           |
| 374082     | 2004 RU168 | 8 set 2004  | Socorro           | LINEAR                | Phocaea   | MPC                           |
| 374083     | 2004 RT181 | 10 set 2004 | Socorro           | LINEAR                | —         | MPC                           |
| 374084     | 2004 RY188 | 10 set 2004 | Socorro           | LINEAR                | —         | MPC                           |
| 374085     | 2004 RR199 | 10 set 2004 | Socorro           | LINEAR                | —         | MPC                           |
| 374086     | 2004 RX205 | 10 set 2004 | Socorro           | LINEAR                | —         | MPC                           |
| 374087     | 2004 RQ207 | 20 ago 2004 | Socorro           | LINEAR                | —         | MPC                           |
| 374088     | 2004 RK210 | 11 set 2004 | Socorro           | LINEAR                | —         | MPC                           |
| 374089     | 2004 RV211 | 11 set 2004 | Socorro           | LINEAR                | —         | MPC                           |
| 374090     | 2004 RX226 | 9 set 2004  | Socorro           | LINEAR                | —         | MPC                           |
| 374091     | 2004 RT229 | 9 set 2004  | Kitt Peak         | Spacewatch            | —         | MPC                           |
| 374092     | 2004 RV230 | 9 set 2004  | Kitt Peak         | Spacewatch            | —         | MPC                           |
| 374093     | 2004 RX233 | 9 set 2004  | Kitt Peak         | Spacewatch            | —         | MPC                           |
| 374094     | 2004 RA235 | 10 set 2004 | Socorro           | LINEAR                | —         | MPC                           |
| 374095     | 2004 RM237 | 10 set 2004 | Kitt Peak         | Spacewatch            | —         | MPC                           |
| 374096     | 2004 RL239 | 10 set 2004 | Kitt Peak         | Spacewatch            | —         | MPC                           |
| 374097     | 2004 RZ256 | 9 set 2004  | Socorro           | LINEAR                | —         | MPC                           |
| 374098     | 2004 RX259 | 10 set 2004 | Kitt Peak         | Spacewatch            | —         | MPC                           |
| 374099     | 2004 RW270 | 11 set 2004 | Kitt Peak         | Spacewatch            | —         | MPC                           |
| 374100     | 2004 RL280 | 15 set 2004 | Kitt Peak         | Spacewatch            | —         | MPC                           |

## 374101–374200
| Designação | Designação | Descoberta  | Descoberta       | Descobridor(es)     | Categoria | Mais informações / Referência |
| Permanente | Provisória | Data        | Local            | Descobridor(es)     | Categoria | Mais informações / Referência |
| ---------- | ---------- | ----------- | ---------------- | ------------------- | --------- | ----------------------------- |
| 374101     | 2004 RO289 | 10 set 2004 | Palomar          | NEAT                | —         | MPC                           |
| 374102     | 2004 RT289 | 15 set 2004 | Socorro          | LINEAR              | —         | MPC                           |
| 374103     | 2004 RT291 | 10 set 2004 | Socorro          | LINEAR              | —         | MPC                           |
| 374104     | 2004 RR315 | 15 set 2004 | Siding Spring    | SSS                 | —         | MPC                           |
| 374105     | 2004 RJ339 | 15 set 2004 | Kitt Peak        | Spacewatch          | —         | MPC                           |
| 374106     | 2004 RP356 | 12 set 2004 | Kitt Peak        | Spacewatch          | —         | MPC                           |
| 374107     | 2004 SE    | 16 set 2004 | Socorro          | LINEAR              | —         | MPC                           |
| 374108     | 2004 SY7   | 17 set 2004 | Kitt Peak        | Spacewatch          | —         | MPC                           |
| 374109     | 2004 SZ23  | 17 set 2004 | Kitt Peak        | Spacewatch          | —         | MPC                           |
| 374110     | 2004 SH24  | 17 set 2004 | Kitt Peak        | Spacewatch          | —         | MPC                           |
| 374111     | 2004 SU28  | 17 set 2004 | Socorro          | LINEAR              | —         | MPC                           |
| 374112     | 2004 SW34  | 17 set 2004 | Socorro          | LINEAR              | —         | MPC                           |
| 374113     | 2004 SQ35  | 17 set 2004 | Socorro          | LINEAR              | —         | MPC                           |
| 374114     | 2004 SP50  | 28 ago 1995 | Kitt Peak        | Spacewatch          | —         | MPC                           |
| 374115     | 2004 TO2   | 4 out 2004  | Anderson Mesa    | LONEOS              | —         | MPC                           |
| 374116     | 2004 TG6   | 21 ago 2004 | Siding Spring    | SSS                 | —         | MPC                           |
| 374117     | 2004 TO17  | 10 out 2004 | Socorro          | LINEAR              | —         | MPC                           |
| 374118     | 2004 TR19  | 13 out 2004 | Goodricke-Pigott | R. A. Tucker        | —         | MPC                           |
| 374119     | 2004 TU27  | 4 out 2004  | Kitt Peak        | Spacewatch          | —         | MPC                           |
| 374120     | 2004 TJ35  | 4 out 2004  | Kitt Peak        | Spacewatch          | —         | MPC                           |
| 374121     | 2004 TN36  | 4 out 2004  | Kitt Peak        | Spacewatch          | —         | MPC                           |
| 374122     | 2004 TR45  | 4 out 2004  | Kitt Peak        | Spacewatch          | —         | MPC                           |
| 374123     | 2004 TP65  | 5 out 2004  | Palomar          | NEAT                | —         | MPC                           |
| 374124     | 2004 TC69  | 5 out 2004  | Anderson Mesa    | LONEOS              | —         | MPC                           |
| 374125     | 2004 TM69  | 19 ago 2004 | Siding Spring    | SSS                 | —         | MPC                           |
| 374126     | 2004 TQ72  | 6 out 2004  | Kitt Peak        | Spacewatch          | —         | MPC                           |
| 374127     | 2004 TO74  | 6 out 2004  | Kitt Peak        | Spacewatch          | —         | MPC                           |
| 374128     | 2004 TR106 | 7 out 2004  | Socorro          | LINEAR              | —         | MPC                           |
| 374129     | 2004 TY106 | 7 out 2004  | Socorro          | LINEAR              | —         | MPC                           |
| 374130     | 2004 TP114 | 8 out 2004  | Palomar          | NEAT                | —         | MPC                           |
| 374131     | 2004 TS115 | 12 out 2004 | Moletai          | Molėtai Obs.        | —         | MPC                           |
| 374132     | 2004 TQ116 | 4 out 2004  | Socorro          | LINEAR              | —         | MPC                           |
| 374133     | 2004 TQ122 | 7 out 2004  | Anderson Mesa    | LONEOS              | —         | MPC                           |
| 374134     | 2004 TA125 | 7 out 2004  | Socorro          | LINEAR              | —         | MPC                           |
| 374135     | 2004 TO130 | 7 out 2004  | Socorro          | LINEAR              | —         | MPC                           |
| 374136     | 2004 TW132 | 7 out 2004  | Palomar          | NEAT                | —         | MPC                           |
| 374137     | 2004 TH133 | 7 out 2004  | Palomar          | NEAT                | —         | MPC                           |
| 374138     | 2004 TB136 | 8 out 2004  | Anderson Mesa    | LONEOS              | —         | MPC                           |
| 374139     | 2004 TQ137 | 8 out 2004  | Anderson Mesa    | LONEOS              | —         | MPC                           |
| 374140     | 2004 TP160 | 6 out 2004  | Kitt Peak        | Spacewatch          | —         | MPC                           |
| 374141     | 2004 TU174 | 9 out 2004  | Socorro          | LINEAR              | —         | MPC                           |
| 374142     | 2004 TB187 | 24 set 2004 | Kitt Peak        | Spacewatch          | —         | MPC                           |
| 374143     | 2004 TJ191 | 7 out 2004  | Kitt Peak        | Spacewatch          | —         | MPC                           |
| 374144     | 2004 TO204 | 7 out 2004  | Kitt Peak        | Spacewatch          | —         | MPC                           |
| 374145     | 2004 TQ207 | 7 out 2004  | Kitt Peak        | Spacewatch          | —         | MPC                           |
| 374146     | 2004 TV212 | 8 out 2004  | Kitt Peak        | Spacewatch          | —         | MPC                           |
| 374147     | 2004 TY212 | 8 out 2004  | Kitt Peak        | Spacewatch          | —         | MPC                           |
| 374148     | 2004 TW214 | 22 set 2004 | Anderson Mesa    | LONEOS              | —         | MPC                           |
| 374149     | 2004 TL249 | 7 out 2004  | Kitt Peak        | Spacewatch          | —         | MPC                           |
| 374150     | 2004 TL252 | 9 out 2004  | Kitt Peak        | Spacewatch          | —         | MPC                           |
| 374151     | 2004 TH257 | 9 out 2004  | Kitt Peak        | Spacewatch          | —         | MPC                           |
| 374152     | 2004 TA275 | 9 out 2004  | Kitt Peak        | Spacewatch          | —         | MPC                           |
| 374153     | 2004 TO278 | 9 out 2004  | Kitt Peak        | Spacewatch          | —         | MPC                           |
| 374154     | 2004 TD283 | 7 out 2004  | Kitt Peak        | Spacewatch          | —         | MPC                           |
| 374155     | 2004 TK307 | 10 out 2004 | Socorro          | LINEAR              | —         | MPC                           |
| 374156     | 2004 TL327 | 15 out 2004 | Socorro          | LINEAR              | Phocaea   | MPC                           |
| 374157     | 2004 TL340 | 5 out 2004  | Kitt Peak        | Spacewatch          | —         | MPC                           |
| 374158     | 2004 UL    | 18 out 2004 | Socorro          | LINEAR              | —         | MPC                           |
| 374159     | 2004 UJ5   | 18 out 2004 | Kitt Peak        | M. W. Buie          | —         | MPC                           |
| 374160     | 2004 VB4   | 3 nov 2004  | Palomar          | NEAT                | —         | MPC                           |
| 374161     | 2004 VZ7   | 3 nov 2004  | Kitt Peak        | Spacewatch          | —         | MPC                           |
| 374162     | 2004 VF16  | 5 nov 2004  | Anderson Mesa    | LONEOS              | —         | MPC                           |
| 374163     | 2004 VY19  | 4 nov 2004  | Catalina         | CSS                 | —         | MPC                           |
| 374164     | 2004 VD29  | 10 out 2004 | Kitt Peak        | Spacewatch          | —         | MPC                           |
| 374165     | 2004 VG40  | 4 nov 2004  | Kitt Peak        | Spacewatch          | —         | MPC                           |
| 374166     | 2004 VX46  | 4 nov 2004  | Kitt Peak        | Spacewatch          | —         | MPC                           |
| 374167     | 2004 VT53  | 7 nov 2004  | Socorro          | LINEAR              | —         | MPC                           |
| 374168     | 2004 VS56  | 4 nov 2004  | Catalina         | CSS                 | —         | MPC                           |
| 374169     | 2004 VE60  | 9 nov 2004  | Catalina         | CSS                 | —         | MPC                           |
| 374170     | 2004 VX65  | 4 nov 2004  | Kitt Peak        | Spacewatch          | —         | MPC                           |
| 374171     | 2004 VC75  | 12 nov 2004 | Catalina         | CSS                 | —         | MPC                           |
| 374172     | 2004 VM82  | 10 out 2004 | Kitt Peak        | Spacewatch          | —         | MPC                           |
| 374173     | 2004 VH115 | 7 out 2004  | Kitt Peak        | Spacewatch          | —         | MPC                           |
| 374174     | 2004 WA8   | 19 nov 2004 | Catalina         | CSS                 | —         | MPC                           |
| 374175     | 2004 XM4   | 1 dez 2004  | Palomar          | NEAT                | —         | MPC                           |
| 374176     | 2004 XG12  | 8 dez 2004  | Socorro          | LINEAR              | —         | MPC                           |
| 374177     | 2004 XA39  | 7 dez 2004  | Socorro          | LINEAR              | —         | MPC                           |
| 374178     | 2004 XJ69  | 2 dez 2004  | Anderson Mesa    | LONEOS              | —         | MPC                           |
| 374179     | 2004 XQ76  | 10 dez 2004 | Socorro          | LINEAR              | —         | MPC                           |
| 374180     | 2004 XZ107 | 11 dez 2004 | Socorro          | LINEAR              | —         | MPC                           |
| 374181     | 2004 XV111 | 9 dez 2004  | Catalina         | CSS                 | —         | MPC                           |
| 374182     | 2004 XX132 | 14 dez 2004 | Catalina         | CSS                 | —         | MPC                           |
| 374183     | 2004 XV159 | 14 dez 2004 | Kitt Peak        | Spacewatch          | —         | MPC                           |
| 374184     | 2004 XJ186 | 15 dez 2004 | Socorro          | LINEAR              | —         | MPC                           |
| 374185     | 2004 YZ2   | 16 dez 2004 | Anderson Mesa    | LONEOS              | —         | MPC                           |
| 374186     | 2004 YF20  | 18 dez 2004 | Mount Lemmon     | Mount Lemmon Survey | —         | MPC                           |
| 374187     | 2004 YY32  | 16 dez 2004 | Anderson Mesa    | LONEOS              | —         | MPC                           |
| 374188     | 2005 AD3   | 6 jan 2005  | Socorro          | LINEAR              | —         | MPC                           |
| 374189     | 2005 AR49  | 13 jan 2005 | Socorro          | LINEAR              | —         | MPC                           |
| 374190     | 2005 AN66  | 13 jan 2005 | Kitt Peak        | Spacewatch          | —         | MPC                           |
| 374191     | 2005 AV68  | 13 jan 2005 | Kitt Peak        | Spacewatch          | —         | MPC                           |
| 374192     | 2005 BF9   | 16 jan 2005 | Socorro          | LINEAR              | —         | MPC                           |
| 374193     | 2005 CZ29  | 1 fev 2005  | Kitt Peak        | Spacewatch          | —         | MPC                           |
| 374194     | 2005 CZ54  | 4 fev 2005  | Mount Lemmon     | Mount Lemmon Survey | —         | MPC                           |
| 374195     | 2005 CQ63  | 9 fev 2005  | Kitt Peak        | Spacewatch          | —         | MPC                           |
| 374196     | 2005 EL26  | 3 mar 2005  | Catalina         | CSS                 | —         | MPC                           |
| 374197     | 2005 EQ27  | 3 mar 2005  | Catalina         | CSS                 | —         | MPC                           |
| 374198     | 2005 EU43  | 3 mar 2005  | Jarnac           | Jarnac Obs.         | —         | MPC                           |
| 374199     | 2005 EC50  | 3 mar 2005  | Catalina         | CSS                 | —         | MPC                           |
| 374200     | 2005 EP50  | 3 mar 2005  | Catalina         | CSS                 | —         | MPC                           |

## 374201–374300
| Designação | Designação | Descoberta  | Descoberta       | Descobridor(es)        | Categoria | Mais informações / Referência |
| Permanente | Provisória | Data        | Local            | Descobridor(es)        | Categoria | Mais informações / Referência |
| ---------- | ---------- | ----------- | ---------------- | ---------------------- | --------- | ----------------------------- |
| 374201     | 2005 EW51  | 3 mar 2005  | Kitt Peak        | Spacewatch             | —         | MPC                           |
| 374202     | 2005 EQ74  | 3 mar 2005  | Catalina         | CSS                    | —         | MPC                           |
| 374203     | 2005 EE84  | 4 mar 2005  | Catalina         | CSS                    | —         | MPC                           |
| 374204     | 2005 EQ104 | 4 mar 2005  | Mount Lemmon     | Mount Lemmon Survey    | —         | MPC                           |
| 374205     | 2005 EU120 | 8 mar 2005  | Kitt Peak        | Spacewatch             | —         | MPC                           |
| 374206     | 2005 EK181 | 9 mar 2005  | Anderson Mesa    | LONEOS                 | —         | MPC                           |
| 374207     | 2005 EZ181 | 9 mar 2005  | Anderson Mesa    | LONEOS                 | —         | MPC                           |
| 374208     | 2005 EZ194 | 11 mar 2005 | Mount Lemmon     | Mount Lemmon Survey    | —         | MPC                           |
| 374209     | 2005 EW197 | 11 mar 2005 | Mount Lemmon     | Mount Lemmon Survey    | —         | MPC                           |
| 374210     | 2005 ED210 | 4 mar 2005  | Kitt Peak        | Spacewatch             | —         | MPC                           |
| 374211     | 2005 EH212 | 4 mar 2005  | Socorro          | LINEAR                 | —         | MPC                           |
| 374212     | 2005 EK244 | 11 mar 2005 | Mount Lemmon     | Mount Lemmon Survey    | —         | MPC                           |
| 374213     | 2005 ER272 | 2 mar 2005  | Kitt Peak        | Spacewatch             | —         | MPC                           |
| 374214     | 2005 EC277 | 8 mar 2005  | Mount Lemmon     | Mount Lemmon Survey    | —         | MPC                           |
| 374215     | 2005 EN282 | 10 mar 2005 | Mount Lemmon     | Mount Lemmon Survey    | —         | MPC                           |
| 374216     | 2005 ER285 | 13 mar 2005 | Kitt Peak        | Spacewatch             | —         | MPC                           |
| 374217     | 2005 EL292 | 10 mar 2005 | Catalina         | CSS                    | —         | MPC                           |
| 374218     | 2005 EJ306 | 4 mar 2005  | Mount Lemmon     | Mount Lemmon Survey    | —         | MPC                           |
| 374219     | 2005 EZ312 | 10 mar 2005 | Kitt Peak        | M. W. Buie             | —         | MPC                           |
| 374220     | 2005 EP317 | 12 mar 2005 | Kitt Peak        | M. W. Buie             | —         | MPC                           |
| 374221     | 2005 ED324 | 1 mar 2005  | Kitt Peak        | Spacewatch             | —         | MPC                           |
| 374222     | 2005 EK324 | 10 mar 2005 | Mount Lemmon     | Mount Lemmon Survey    | —         | MPC                           |
| 374223     | 2005 FZ6   | 30 mar 2005 | Catalina         | CSS                    | —         | MPC                           |
| 374224     | 2005 FS14  | 16 mar 2005 | Catalina         | CSS                    | —         | MPC                           |
| 374225     | 2005 GK2   | 1 abr 2005  | Kitt Peak        | Spacewatch             | Brangane  | MPC                           |
| 374226     | 2005 GN2   | 1 abr 2005  | Kitt Peak        | Spacewatch             | —         | MPC                           |
| 374227     | 2005 GM8   | 1 abr 2005  | Siding Spring    | SSS                    | —         | MPC                           |
| 374228     | 2005 GT15  | 2 abr 2005  | Mount Lemmon     | Mount Lemmon Survey    | —         | MPC                           |
| 374229     | 2005 GR20  | 2 abr 2005  | Mount Lemmon     | Mount Lemmon Survey    | —         | MPC                           |
| 374230     | 2005 GE21  | 3 abr 2005  | Palomar          | NEAT                   | —         | MPC                           |
| 374231     | 2005 GG26  | 2 abr 2005  | Mount Lemmon     | Mount Lemmon Survey    | —         | MPC                           |
| 374232     | 2005 GF27  | 3 abr 2005  | Palomar          | NEAT                   | —         | MPC                           |
| 374233     | 2005 GJ33  | 4 abr 2005  | Mount Lemmon     | Mount Lemmon Survey    | —         | MPC                           |
| 374234     | 2005 GF34  | 1 abr 2005  | Kitt Peak        | Spacewatch             | —         | MPC                           |
| 374235     | 2005 GB40  | 4 abr 2005  | Mount Lemmon     | Mount Lemmon Survey    | —         | MPC                           |
| 374236     | 2005 GT49  | 5 abr 2005  | Mount Lemmon     | Mount Lemmon Survey    | —         | MPC                           |
| 374237     | 2005 GK88  | 5 abr 2005  | Mount Lemmon     | Mount Lemmon Survey    | —         | MPC                           |
| 374238     | 2005 GA97  | 6 abr 2005  | Mount Lemmon     | Mount Lemmon Survey    | —         | MPC                           |
| 374239     | 2005 GC98  | 7 abr 2005  | Mount Lemmon     | Mount Lemmon Survey    | —         | MPC                           |
| 374240     | 2005 GP99  | 7 abr 2005  | Kitt Peak        | Spacewatch             | Mitidika  | MPC                           |
| 374241     | 2005 GC108 | 10 abr 2005 | Mount Lemmon     | Mount Lemmon Survey    | —         | MPC                           |
| 374242     | 2005 GN108 | 10 abr 2005 | Kitt Peak        | Spacewatch             | —         | MPC                           |
| 374243     | 2005 GL122 | 6 abr 2005  | Mount Lemmon     | Mount Lemmon Survey    | —         | MPC                           |
| 374244     | 2005 GQ125 | 10 abr 2005 | Mount Lemmon     | Mount Lemmon Survey    | —         | MPC                           |
| 374245     | 2005 GG140 | 13 abr 2005 | Kitt Peak        | Spacewatch             | —         | MPC                           |
| 374246     | 2005 GU151 | 10 mar 2005 | Mount Lemmon     | Mount Lemmon Survey    | —         | MPC                           |
| 374247     | 2005 GZ152 | 13 abr 2005 | Anderson Mesa    | LONEOS                 | —         | MPC                           |
| 374248     | 2005 GM168 | 12 abr 2005 | Kitt Peak        | Spacewatch             | Brangane  | MPC                           |
| 374249     | 2005 GZ177 | 15 abr 2005 | Kitt Peak        | Spacewatch             | Mitidika  | MPC                           |
| 374250     | 2005 GT182 | 8 mar 2005  | Mount Lemmon     | Mount Lemmon Survey    | —         | MPC                           |
| 374251     | 2005 GN200 | 10 abr 2005 | Kitt Peak        | M. W. Buie             | —         | MPC                           |
| 374252     | 2005 GR201 | 4 abr 2005  | Mount Lemmon     | Mount Lemmon Survey    | —         | MPC                           |
| 374253     | 2005 GJ204 | 10 abr 2005 | Mount Lemmon     | Mount Lemmon Survey    | —         | MPC                           |
| 374254     | 2005 GH221 | 6 abr 2005  | Kitt Peak        | Spacewatch             | Brangane  | MPC                           |
| 374255     | 2005 HK6   | 30 abr 2005 | Kitt Peak        | Spacewatch             | —         | MPC                           |
| 374256     | 2005 JL7   | 4 mai 2005  | Mauna Kea        | C. Veillet             | —         | MPC                           |
| 374257     | 2005 JW30  | 6 abr 2005  | Mount Lemmon     | Mount Lemmon Survey    | —         | MPC                           |
| 374258     | 2005 JX37  | 6 mai 2005  | Catalina         | CSS                    | —         | MPC                           |
| 374259     | 2005 JK38  | 6 mai 2005  | Pla D'Arguines   | Pla D'Arguines Obs.    | —         | MPC                           |
| 374260     | 2005 JX52  | 4 mai 2005  | Kitt Peak        | Spacewatch             | —         | MPC                           |
| 374261     | 2005 JX64  | 4 mai 2005  | Kitt Peak        | Spacewatch             | —         | MPC                           |
| 374262     | 2005 JP91  | 10 mai 2005 | Mount Lemmon     | Mount Lemmon Survey    | —         | MPC                           |
| 374263     | 2005 JO130 | 14 abr 2005 | Catalina         | CSS                    | —         | MPC                           |
| 374264     | 2005 JC142 | 14 mai 2005 | Mount Lemmon     | Mount Lemmon Survey    | —         | MPC                           |
| 374265     | 2005 JW177 | 8 mai 2005  | Kitt Peak        | Spacewatch             | —         | MPC                           |
| 374266     | 2005 LF    | 1 jun 2005  | La Silla         | G. Bourban, R. Behrend | —         | MPC                           |
| 374267     | 2005 LW    | 2 jun 2005  | Socorro          | LINEAR                 | —         | MPC                           |
| 374268     | 2005 LQ30  | 12 jun 2005 | Kitt Peak        | Spacewatch             | Mitidika  | MPC                           |
| 374269     | 2005 LA43  | 13 jun 2005 | Campo Imperatore | CINEOS                 | —         | MPC                           |
| 374270     | 2005 MW14  | 29 jun 2005 | Palomar          | NEAT                   | —         | MPC                           |
| 374271     | 2005 MV18  | 28 jun 2005 | Palomar          | NEAT                   | —         | MPC                           |
| 374272     | 2005 NS6   | 4 jul 2005  | Mount Lemmon     | Mount Lemmon Survey    | —         | MPC                           |
| 374273     | 2005 NL22  | 1 jul 2005  | Kitt Peak        | Spacewatch             | —         | MPC                           |
| 374274     | 2005 NF31  | 4 jul 2005  | Mount Lemmon     | Mount Lemmon Survey    | —         | MPC                           |
| 374275     | 2005 NS55  | 11 jul 2005 | Mayhill          | A. Lowe                | —         | MPC                           |
| 374276     | 2005 NL62  | 11 jul 2005 | Kitt Peak        | Spacewatch             | —         | MPC                           |
| 374277     | 2005 NQ81  | 12 jul 2005 | Mount Lemmon     | Mount Lemmon Survey    | —         | MPC                           |
| 374278     | 2005 NL95  | 17 jun 2005 | Mount Lemmon     | Mount Lemmon Survey    | —         | MPC                           |
| 374279     | 2005 OO31  | 30 jul 2005 | Palomar          | NEAT                   | —         | MPC                           |
| 374280     | 2005 PP14  | 4 ago 2005  | Palomar          | NEAT                   | —         | MPC                           |
| 374281     | 2005 PE21  | 12 ago 2005 | Kingsnake        | J. V. McClusky         | —         | MPC                           |
| 374282     | 2005 QK15  | 25 ago 2005 | Palomar          | NEAT                   | —         | MPC                           |
| 374283     | 2005 QF43  | 26 ago 2005 | Palomar          | NEAT                   | Juno      | MPC                           |
| 374284     | 2005 QT53  | 28 ago 2005 | Kitt Peak        | Spacewatch             | —         | MPC                           |
| 374285     | 2005 QW60  | 26 ago 2005 | Palomar          | NEAT                   | —         | MPC                           |
| 374286     | 2005 QB72  | 29 ago 2005 | Anderson Mesa    | LONEOS                 | —         | MPC                           |
| 374287     | 2005 QT87  | 27 ago 2005 | Bergisch Gladbac | W. Bickel              | —         | MPC                           |
| 374288     | 2005 QE88  | 29 ago 2005 | Kitt Peak        | Spacewatch             | Juno      | MPC                           |
| 374289     | 2005 QU104 | 27 ago 2005 | Palomar          | NEAT                   | —         | MPC                           |
| 374290     | 2005 QQ122 | 28 ago 2005 | Kitt Peak        | Spacewatch             | —         | MPC                           |
| 374291     | 2005 QS148 | 30 ago 2005 | Anderson Mesa    | LONEOS                 | —         | MPC                           |
| 374292     | 2005 RA1   | 2 set 2005  | Palomar          | NEAT                   | Juno      | MPC                           |
| 374293     | 2005 SR15  | 26 set 2005 | Kitt Peak        | Spacewatch             | Pallas    | MPC                           |
| 374294     | 2005 SY32  | 23 set 2005 | Kitt Peak        | Spacewatch             | —         | MPC                           |
| 374295     | 2005 SD38  | 24 set 2005 | Kitt Peak        | Spacewatch             | Mitidika  | MPC                           |
| 374296     | 2005 SX41  | 24 set 2005 | Kitt Peak        | Spacewatch             | —         | MPC                           |
| 374297     | 2005 SD49  | 24 set 2005 | Kitt Peak        | Spacewatch             | —         | MPC                           |
| 374298     | 2005 SS61  | 26 set 2005 | Kitt Peak        | Spacewatch             | —         | MPC                           |
| 374299     | 2005 SC79  | 24 set 2005 | Kitt Peak        | Spacewatch             | —         | MPC                           |
| 374300     | 2005 SW98  | 25 set 2005 | Kitt Peak        | Spacewatch             | —         | MPC                           |

## 374301–374400
| Designação     | Designação | Descoberta  | Descoberta           | Descobridor(es)     | Categoria | Mais informações / Referência |
| Permanente     | Provisória | Data        | Local                | Descobridor(es)     | Categoria | Mais informações / Referência |
| -------------- | ---------- | ----------- | -------------------- | ------------------- | --------- | ----------------------------- |
| 374301         | 2005 SR139 | 25 set 2005 | Kitt Peak            | Spacewatch          | —         | MPC                           |
| 374302         | 2005 SB150 | 25 set 2005 | Kitt Peak            | Spacewatch          | —         | MPC                           |
| 374303         | 2005 SH150 | 25 set 2005 | Kitt Peak            | Spacewatch          | —         | MPC                           |
| 374304         | 2005 SZ152 | 25 set 2005 | Kitt Peak            | Spacewatch          | —         | MPC                           |
| 374305         | 2005 SE154 | 26 set 2005 | Kitt Peak            | Spacewatch          | —         | MPC                           |
| 374306         | 2005 SL155 | 26 set 2005 | Catalina             | CSS                 | Juno      | MPC                           |
| 374307         | 2005 SB164 | 27 set 2005 | Palomar              | NEAT                | —         | MPC                           |
| 374308         | 2005 SX175 | 29 set 2005 | Kitt Peak            | Spacewatch          | —         | MPC                           |
| 374309         | 2005 SC188 | 29 set 2005 | Mount Lemmon         | Mount Lemmon Survey | —         | MPC                           |
| 374310         | 2005 SG198 | 30 set 2005 | Mount Lemmon         | Mount Lemmon Survey | Juno      | MPC                           |
| 374311         | 2005 SP221 | 30 set 2005 | Mount Lemmon         | Mount Lemmon Survey | —         | MPC                           |
| 374312         | 2005 SV226 | 30 set 2005 | Kitt Peak            | Spacewatch          | —         | MPC                           |
| 374313         | 2005 SL229 | 14 set 2005 | Kitt Peak            | Spacewatch          | —         | MPC                           |
| 374314         | 2005 SC238 | 29 set 2005 | Kitt Peak            | Spacewatch          | —         | MPC                           |
| 374315         | 2005 SN246 | 30 set 2005 | Kitt Peak            | Spacewatch          | —         | MPC                           |
| 374316         | 2005 SU259 | 25 set 2005 | Catalina             | CSS                 | —         | MPC                           |
| 374317         | 2005 SJ279 | 30 set 2005 | Mount Lemmon         | Mount Lemmon Survey | —         | MPC                           |
| 374318         | 2005 SG286 | 13 set 2005 | Kitt Peak            | Spacewatch          | Juno      | MPC                           |
| 374319         | 2005 TO6   | 1 out 2005  | Catalina             | CSS                 | —         | MPC                           |
| 374320         | 2005 TG7   | 1 out 2005  | Catalina             | CSS                 | —         | MPC                           |
| 374321         | 2005 TW16  | 1 out 2005  | Socorro              | LINEAR              | —         | MPC                           |
| 374322         | 2005 TQ17  | 1 out 2005  | Mount Lemmon         | Mount Lemmon Survey | —         | MPC                           |
| 374323         | 2005 TO38  | 1 out 2005  | Mount Lemmon         | Mount Lemmon Survey | —         | MPC                           |
| 374324         | 2005 TT54  | 2 out 2005  | Mount Lemmon         | Mount Lemmon Survey | —         | MPC                           |
| 374325         | 2005 TL62  | 4 out 2005  | Mount Lemmon         | Mount Lemmon Survey | —         | MPC                           |
| 374326         | 2005 TN64  | 6 out 2005  | Mount Lemmon         | Mount Lemmon Survey | —         | MPC                           |
| 374327         | 2005 TU69  | 6 out 2005  | Kitt Peak            | Spacewatch          | —         | MPC                           |
| 374328         | 2005 TV80  | 3 out 2005  | Kitt Peak            | Spacewatch          | —         | MPC                           |
| 374329         | 2005 TZ93  | 24 set 2005 | Kitt Peak            | Spacewatch          | —         | MPC                           |
| 374330         | 2005 TO117 | 7 out 2005  | Kitt Peak            | Spacewatch          | —         | MPC                           |
| 374331         | 2005 TH120 | 26 set 2005 | Kitt Peak            | Spacewatch          | Pallas    | MPC                           |
| 374332         | 2005 TF125 | 7 out 2005  | Kitt Peak            | Spacewatch          | —         | MPC                           |
| 374333         | 2005 TJ128 | 7 out 2005  | Kitt Peak            | Spacewatch          | —         | MPC                           |
| 374334         | 2005 TJ129 | 7 out 2005  | Kitt Peak            | Spacewatch          | —         | MPC                           |
| 374335         | 2005 TT134 | 5 out 2005  | Kitt Peak            | Spacewatch          | —         | MPC                           |
| 374336         | 2005 TG171 | 10 out 2005 | Anderson Mesa        | LONEOS              | —         | MPC                           |
| 374337         | 2005 TV190 | 7 out 2005  | Anderson Mesa        | LONEOS              | —         | MPC                           |
| 374338         | 2005 UZ4   | 25 out 2005 | Vallemare di Borbona | V. S. Casulli       | —         | MPC                           |
| 374339         | 2005 UP6   | 28 out 2005 | Socorro              | LINEAR              | Juno      | MPC                           |
| 374340         | 2005 US11  | 22 out 2005 | Kitt Peak            | Spacewatch          | —         | MPC                           |
| 374341         | 2005 UW57  | 24 out 2005 | Kitt Peak            | Spacewatch          | —         | MPC                           |
| 374342         | 2005 UY61  | 25 out 2005 | Mount Lemmon         | Mount Lemmon Survey | —         | MPC                           |
| 374343         | 2005 UO73  | 23 out 2005 | Palomar              | NEAT                | —         | MPC                           |
| 374344         | 2005 UN92  | 22 out 2005 | Kitt Peak            | Spacewatch          | —         | MPC                           |
| 374345         | 2005 US93  | 22 out 2005 | Kitt Peak            | Spacewatch          | —         | MPC                           |
| 374346         | 2005 UB104 | 22 out 2005 | Kitt Peak            | Spacewatch          | —         | MPC                           |
| 374347         | 2005 UF126 | 24 out 2005 | Kitt Peak            | Spacewatch          | —         | MPC                           |
| 374348         | 2005 US132 | 24 out 2005 | Palomar              | NEAT                | —         | MPC                           |
| 374349         | 2005 UN148 | 26 out 2005 | Kitt Peak            | Spacewatch          | —         | MPC                           |
| 374350         | 2005 UH155 | 26 out 2005 | Kitt Peak            | Spacewatch          | —         | MPC                           |
| 374351         | 2005 US155 | 26 out 2005 | Palomar              | NEAT                | —         | MPC                           |
| 374352         | 2005 UK156 | 31 out 2005 | Socorro              | LINEAR              | —         | MPC                           |
| 374353         | 2005 UO156 | 28 out 2005 | Junk Bond            | D. Healy            | Phocaea   | MPC                           |
| 374354 Pesquet | 2005 UU158 | 30 out 2005 | Nogales              | J.-C. Merlin        | —         | MPC                           |
| 374355         | 2005 UT163 | 24 out 2005 | Kitt Peak            | Spacewatch          | —         | MPC                           |
| 374356         | 2005 UT176 | 24 out 2005 | Kitt Peak            | Spacewatch          | —         | MPC                           |
| 374357         | 2005 UV181 | 24 out 2005 | Kitt Peak            | Spacewatch          | —         | MPC                           |
| 374358         | 2005 UM198 | 25 out 2005 | Kitt Peak            | Spacewatch          | —         | MPC                           |
| 374359         | 2005 UL200 | 25 out 2005 | Kitt Peak            | Spacewatch          | —         | MPC                           |
| 374360         | 2005 UN212 | 27 out 2005 | Kitt Peak            | Spacewatch          | —         | MPC                           |
| 374361         | 2005 US217 | 22 out 2005 | Kitt Peak            | Spacewatch          | —         | MPC                           |
| 374362         | 2005 UR232 | 25 out 2005 | Mount Lemmon         | Mount Lemmon Survey | —         | MPC                           |
| 374363         | 2005 UB236 | 25 out 2005 | Kitt Peak            | Spacewatch          | —         | MPC                           |
| 374364         | 2005 UB242 | 25 out 2005 | Kitt Peak            | Spacewatch          | —         | MPC                           |
| 374365         | 2005 UN292 | 26 out 2005 | Kitt Peak            | Spacewatch          | —         | MPC                           |
| 374366         | 2005 UO293 | 26 out 2005 | Kitt Peak            | Spacewatch          | —         | MPC                           |
| 374367         | 2005 US295 | 26 out 2005 | Kitt Peak            | Spacewatch          | —         | MPC                           |
| 374368         | 2005 UU302 | 26 out 2005 | Kitt Peak            | Spacewatch          | —         | MPC                           |
| 374369         | 2005 UE312 | 29 out 2005 | Mount Lemmon         | Mount Lemmon Survey | —         | MPC                           |
| 374370         | 2005 UU322 | 28 out 2005 | Catalina             | CSS                 | —         | MPC                           |
| 374371         | 2005 UH331 | 29 out 2005 | Mount Lemmon         | Mount Lemmon Survey | —         | MPC                           |
| 374372         | 2005 UV343 | 29 out 2005 | Kitt Peak            | Spacewatch          | —         | MPC                           |
| 374373         | 2005 UK361 | 27 out 2005 | Kitt Peak            | Spacewatch          | —         | MPC                           |
| 374374         | 2005 UN362 | 27 out 2005 | Kitt Peak            | Spacewatch          | Phocaea   | MPC                           |
| 374375         | 2005 UY367 | 27 out 2005 | Kitt Peak            | Spacewatch          | —         | MPC                           |
| 374376         | 2005 UV382 | 27 out 2005 | Kitt Peak            | Spacewatch          | —         | MPC                           |
| 374377         | 2005 UM387 | 30 out 2005 | Mount Lemmon         | Mount Lemmon Survey | Phocaea   | MPC                           |
| 374378         | 2005 UM400 | 26 out 2005 | Kitt Peak            | Spacewatch          | —         | MPC                           |
| 374379         | 2005 UD405 | 29 out 2005 | Mount Lemmon         | Mount Lemmon Survey | —         | MPC                           |
| 374380         | 2005 UR425 | 28 out 2005 | Kitt Peak            | Spacewatch          | —         | MPC                           |
| 374381         | 2005 UQ432 | 28 out 2005 | Kitt Peak            | Spacewatch          | —         | MPC                           |
| 374382         | 2005 UA434 | 29 out 2005 | Kitt Peak            | Spacewatch          | —         | MPC                           |
| 374383         | 2005 UC448 | 30 out 2005 | Socorro              | LINEAR              | —         | MPC                           |
| 374384         | 2005 UG468 | 30 out 2005 | Kitt Peak            | Spacewatch          | —         | MPC                           |
| 374385         | 2005 UO476 | 24 out 2005 | Kitt Peak            | Spacewatch          | —         | MPC                           |
| 374386         | 2005 UN478 | 27 out 2005 | Mount Lemmon         | Mount Lemmon Survey | —         | MPC                           |
| 374387         | 2005 UG479 | 29 out 2005 | Catalina             | CSS                 | Meliboea  | MPC                           |
| 374388         | 2005 UW481 | 31 out 2005 | Palomar              | NEAT                | —         | MPC                           |
| 374389         | 2005 UV520 | 26 out 2005 | Apache Point         | A. C. Becker        | —         | MPC                           |
| 374390         | 2005 UQ527 | 25 out 2005 | Catalina             | CSS                 | —         | MPC                           |
| 374391         | 2005 UU529 | 31 out 2005 | Mount Lemmon         | Mount Lemmon Survey | —         | MPC                           |
| 374392         | 2005 VA3   | 3 nov 2005  | Mount Lemmon         | Mount Lemmon Survey | —         | MPC                           |
| 374393         | 2005 VW13  | 3 nov 2005  | Catalina             | CSS                 | —         | MPC                           |
| 374394         | 2005 VQ14  | 3 nov 2005  | Mount Lemmon         | Mount Lemmon Survey | —         | MPC                           |
| 374395         | 2005 VE41  | 4 nov 2005  | Mount Lemmon         | Mount Lemmon Survey | —         | MPC                           |
| 374396         | 2005 VC48  | 5 nov 2005  | Kitt Peak            | Spacewatch          | —         | MPC                           |
| 374397         | 2005 VN58  | 5 nov 2005  | Kitt Peak            | Spacewatch          | —         | MPC                           |
| 374398         | 2005 VE79  | 3 nov 2005  | Mount Lemmon         | Mount Lemmon Survey | —         | MPC                           |
| 374399         | 2005 VA97  | 5 nov 2005  | Kitt Peak            | Spacewatch          | —         | MPC                           |
| 374400         | 2005 VZ97  | 5 nov 2005  | Catalina             | CSS                 | —         | MPC                           |

## 374401–374500
| Designação | Designação | Descoberta  | Descoberta    | Descobridor(es)     | Categoria | Mais informações / Referência |
| Permanente | Provisória | Data        | Local         | Descobridor(es)     | Categoria | Mais informações / Referência |
| ---------- | ---------- | ----------- | ------------- | ------------------- | --------- | ----------------------------- |
| 374401     | 2005 VW105 | 25 out 2005 | Kitt Peak     | Spacewatch          | —         | MPC                           |
| 374402     | 2005 VB126 | 1 nov 2005  | Apache Point  | A. C. Becker        | —         | MPC                           |
| 374403     | 2005 VK131 | 22 out 2005 | Catalina      | CSS                 | —         | MPC                           |
| 374404     | 2005 WM    | 20 nov 2005 | Wrightwood    | J. W. Young         | —         | MPC                           |
| 374405     | 2005 WL3   | 21 nov 2005 | Anderson Mesa | LONEOS              | —         | MPC                           |
| 374406     | 2005 WN25  | 21 nov 2005 | Kitt Peak     | Spacewatch          | —         | MPC                           |
| 374407     | 2005 WO26  | 21 nov 2005 | Kitt Peak     | Spacewatch          | —         | MPC                           |
| 374408     | 2005 WW29  | 21 nov 2005 | Kitt Peak     | Spacewatch          | —         | MPC                           |
| 374409     | 2005 WK34  | 21 nov 2005 | Catalina      | CSS                 | —         | MPC                           |
| 374410     | 2005 WM39  | 25 nov 2005 | Mount Lemmon  | Mount Lemmon Survey | —         | MPC                           |
| 374411     | 2005 WJ45  | 22 nov 2005 | Kitt Peak     | Spacewatch          | —         | MPC                           |
| 374412     | 2005 WY48  | 25 nov 2005 | Kitt Peak     | Spacewatch          | —         | MPC                           |
| 374413     | 2005 WW49  | 25 nov 2005 | Mount Lemmon  | Mount Lemmon Survey | —         | MPC                           |
| 374414     | 2005 WL50  | 25 nov 2005 | Mount Lemmon  | Mount Lemmon Survey | —         | MPC                           |
| 374415     | 2005 WJ53  | 25 nov 2005 | Mount Lemmon  | Mount Lemmon Survey | —         | MPC                           |
| 374416     | 2005 WN62  | 25 nov 2005 | Catalina      | CSS                 | —         | MPC                           |
| 374417     | 2005 WR62  | 25 nov 2005 | Catalina      | CSS                 | —         | MPC                           |
| 374418     | 2005 WZ66  | 22 nov 2005 | Kitt Peak     | Spacewatch          | —         | MPC                           |
| 374419     | 2005 WB69  | 25 nov 2005 | Mount Lemmon  | Mount Lemmon Survey | —         | MPC                           |
| 374420     | 2005 WS69  | 26 nov 2005 | Kitt Peak     | Spacewatch          | —         | MPC                           |
| 374421     | 2005 WG74  | 26 nov 2005 | Catalina      | CSS                 | —         | MPC                           |
| 374422     | 2005 WB85  | 28 nov 2005 | Mount Lemmon  | Mount Lemmon Survey | —         | MPC                           |
| 374423     | 2005 WX109 | 30 nov 2005 | Kitt Peak     | Spacewatch          | —         | MPC                           |
| 374424     | 2005 WA111 | 30 nov 2005 | Kitt Peak     | Spacewatch          | —         | MPC                           |
| 374425     | 2005 WK113 | 25 nov 2005 | Catalina      | CSS                 | —         | MPC                           |
| 374426     | 2005 WK116 | 30 nov 2005 | Socorro       | LINEAR              | —         | MPC                           |
| 374427     | 2005 WU116 | 30 nov 2005 | Mount Lemmon  | Mount Lemmon Survey | —         | MPC                           |
| 374428     | 2005 WX126 | 25 nov 2005 | Catalina      | CSS                 | —         | MPC                           |
| 374429     | 2005 WA138 | 3 nov 2005  | Kitt Peak     | Spacewatch          | —         | MPC                           |
| 374430     | 2005 WK142 | 29 nov 2005 | Kitt Peak     | Spacewatch          | —         | MPC                           |
| 374431     | 2005 WW150 | 28 nov 2005 | Socorro       | LINEAR              | —         | MPC                           |
| 374432     | 2005 WC155 | 29 nov 2005 | Kitt Peak     | Spacewatch          | —         | MPC                           |
| 374433     | 2005 WV158 | 29 nov 2005 | Mount Lemmon  | Mount Lemmon Survey | —         | MPC                           |
| 374434     | 2005 WZ158 | 28 nov 2005 | Palomar       | NEAT                | —         | MPC                           |
| 374435     | 2005 WM163 | 29 nov 2005 | Mount Lemmon  | Mount Lemmon Survey | Juno      | MPC                           |
| 374436     | 2005 WM165 | 29 nov 2005 | Mount Lemmon  | Mount Lemmon Survey | —         | MPC                           |
| 374437     | 2005 WA168 | 30 nov 2005 | Kitt Peak     | Spacewatch          | —         | MPC                           |
| 374438     | 2005 WQ176 | 30 nov 2005 | Kitt Peak     | Spacewatch          | Phocaea   | MPC                           |
| 374439     | 2005 WV176 | 30 nov 2005 | Kitt Peak     | Spacewatch          | —         | MPC                           |
| 374440     | 2005 WP177 | 30 nov 2005 | Kitt Peak     | Spacewatch          | —         | MPC                           |
| 374441     | 2005 WG185 | 29 nov 2005 | Socorro       | LINEAR              | Juno      | MPC                           |
| 374442     | 2005 WT186 | 29 nov 2005 | Kitt Peak     | Spacewatch          | —         | MPC                           |
| 374443     | 2005 WC188 | 30 nov 2005 | Kitt Peak     | Spacewatch          | —         | MPC                           |
| 374444     | 2005 WJ195 | 28 nov 2005 | Socorro       | LINEAR              | —         | MPC                           |
| 374445     | 2005 WW195 | 25 nov 2005 | Mount Lemmon  | Mount Lemmon Survey | —         | MPC                           |
| 374446     | 2005 WP207 | 21 nov 2005 | Catalina      | CSS                 | —         | MPC                           |
| 374447     | 2005 WM208 | 28 nov 2005 | Kitt Peak     | Spacewatch          | —         | MPC                           |
| 374448     | 2005 WP211 | 30 nov 2005 | Kitt Peak     | Spacewatch          | —         | MPC                           |
| 374449     | 2005 XD1   | 4 dez 2005  | Catalina      | CSS                 | —         | MPC                           |
| 374450     | 2005 XD2   | 6 nov 2005  | Mount Lemmon  | Mount Lemmon Survey | —         | MPC                           |
| 374451     | 2005 XF4   | 1 dez 2005  | Mount Lemmon  | Mount Lemmon Survey | —         | MPC                           |
| 374452     | 2005 XP5   | 1 dez 2005  | Anderson Mesa | LONEOS              | Juno      | MPC                           |
| 374453     | 2005 XT8   | 1 dez 2005  | Kitt Peak     | Spacewatch          | Pallas    | MPC                           |
| 374454     | 2005 XK14  | 1 dez 2005  | Kitt Peak     | Spacewatch          | —         | MPC                           |
| 374455     | 2005 XM16  | 1 dez 2005  | Mount Lemmon  | Mount Lemmon Survey | Phocaea   | MPC                           |
| 374456     | 2005 XN26  | 4 dez 2005  | Mount Lemmon  | Mount Lemmon Survey | —         | MPC                           |
| 374457     | 2005 XE28  | 1 dez 2005  | Socorro       | LINEAR              | —         | MPC                           |
| 374458     | 2005 XF29  | 2 dez 2005  | Catalina      | CSS                 | —         | MPC                           |
| 374459     | 2005 XA42  | 4 dez 2005  | Kitt Peak     | Spacewatch          | —         | MPC                           |
| 374460     | 2005 XU43  | 2 dez 2005  | Kitt Peak     | Spacewatch          | —         | MPC                           |
| 374461     | 2005 XW49  | 2 dez 2005  | Kitt Peak     | Spacewatch          | —         | MPC                           |
| 374462     | 2005 XJ53  | 4 dez 2005  | Kitt Peak     | Spacewatch          | —         | MPC                           |
| 374463     | 2005 XO54  | 5 dez 2005  | Kitt Peak     | Spacewatch          | —         | MPC                           |
| 374464     | 2005 XN59  | 3 dez 2005  | Kitt Peak     | Spacewatch          | —         | MPC                           |
| 374465     | 2005 XZ63  | 6 dez 2005  | Socorro       | LINEAR              | —         | MPC                           |
| 374466     | 2005 XD71  | 28 nov 2005 | Kitt Peak     | Spacewatch          | —         | MPC                           |
| 374467     | 2005 XO82  | 10 dez 2005 | Kitt Peak     | Spacewatch          | —         | MPC                           |
| 374468     | 2005 XJ83  | 2 dez 2005  | Socorro       | LINEAR              | —         | MPC                           |
| 374469     | 2005 XV83  | 6 dez 2005  | Anderson Mesa | LONEOS              | —         | MPC                           |
| 374470     | 2005 XN88  | 11 set 2004 | Kitt Peak     | Spacewatch          | —         | MPC                           |
| 374471     | 2005 YR10  | 21 dez 2005 | Kitt Peak     | Spacewatch          | —         | MPC                           |
| 374472     | 2005 YB16  | 22 dez 2005 | Kitt Peak     | Spacewatch          | —         | MPC                           |
| 374473     | 2005 YK20  | 24 dez 2005 | Kitt Peak     | Spacewatch          | —         | MPC                           |
| 374474     | 2005 YG30  | 21 dez 2005 | Kitt Peak     | Spacewatch          | —         | MPC                           |
| 374475     | 2005 YY31  | 22 dez 2005 | Kitt Peak     | Spacewatch          | —         | MPC                           |
| 374476     | 2005 YX34  | 24 dez 2005 | Kitt Peak     | Spacewatch          | —         | MPC                           |
| 374477     | 2005 YJ39  | 25 dez 2005 | Anderson Mesa | LONEOS              | —         | MPC                           |
| 374478     | 2005 YB40  | 22 dez 2005 | Kitt Peak     | Spacewatch          | —         | MPC                           |
| 374479     | 2005 YK46  | 25 dez 2005 | Kitt Peak     | Spacewatch          | —         | MPC                           |
| 374480     | 2005 YO46  | 25 dez 2005 | Kitt Peak     | Spacewatch          | —         | MPC                           |
| 374481     | 2005 YG51  | 25 dez 2005 | Mount Lemmon  | Mount Lemmon Survey | —         | MPC                           |
| 374482     | 2005 YM55  | 27 dez 2005 | Siding Spring | SSS                 | —         | MPC                           |
| 374483     | 2005 YV57  | 24 dez 2005 | Kitt Peak     | Spacewatch          | —         | MPC                           |
| 374484     | 2005 YH59  | 26 dez 2005 | Kitt Peak     | Spacewatch          | —         | MPC                           |
| 374485     | 2005 YO74  | 24 dez 2005 | Kitt Peak     | Spacewatch          | —         | MPC                           |
| 374486     | 2005 YT79  | 24 dez 2005 | Kitt Peak     | Spacewatch          | —         | MPC                           |
| 374487     | 2005 YG90  | 26 dez 2005 | Mount Lemmon  | Mount Lemmon Survey | —         | MPC                           |
| 374488     | 2005 YO90  | 26 dez 2005 | Mount Lemmon  | Mount Lemmon Survey | —         | MPC                           |
| 374489     | 2005 YJ93  | 27 dez 2005 | Kitt Peak     | Spacewatch          | —         | MPC                           |
| 374490     | 2005 YH95  | 25 dez 2005 | Kitt Peak     | Spacewatch          | —         | MPC                           |
| 374491     | 2005 YM95  | 25 dez 2005 | Kitt Peak     | Spacewatch          | —         | MPC                           |
| 374492     | 2005 YN97  | 24 dez 2005 | Kitt Peak     | Spacewatch          | —         | MPC                           |
| 374493     | 2005 YJ98  | 25 dez 2005 | Kitt Peak     | Spacewatch          | —         | MPC                           |
| 374494     | 2005 YP104 | 25 dez 2005 | Kitt Peak     | Spacewatch          | —         | MPC                           |
| 374495     | 2005 YY112 | 25 dez 2005 | Mount Lemmon  | Mount Lemmon Survey | —         | MPC                           |
| 374496     | 2005 YG114 | 25 dez 2005 | Kitt Peak     | Spacewatch          | —         | MPC                           |
| 374497     | 2005 YZ114 | 25 dez 2005 | Kitt Peak     | Spacewatch          | —         | MPC                           |
| 374498     | 2005 YF136 | 26 dez 2005 | Kitt Peak     | Spacewatch          | —         | MPC                           |
| 374499     | 2005 YW153 | 29 dez 2005 | Socorro       | LINEAR              | —         | MPC                           |
| 374500     | 2005 YH154 | 29 dez 2005 | Mount Lemmon  | Mount Lemmon Survey | —         | MPC                           |

## 374501–374600
| Designação | Designação | Descoberta  | Descoberta       | Descobridor(es)     | Categoria | Mais informações / Referência |
| Permanente | Provisória | Data        | Local            | Descobridor(es)     | Categoria | Mais informações / Referência |
| ---------- | ---------- | ----------- | ---------------- | ------------------- | --------- | ----------------------------- |
| 374501     | 2005 YN154 | 29 dez 2005 | Socorro          | LINEAR              | —         | MPC                           |
| 374502     | 2005 YS164 | 29 dez 2005 | Socorro          | LINEAR              | —         | MPC                           |
| 374503     | 2005 YY170 | 29 dez 2005 | Socorro          | LINEAR              | —         | MPC                           |
| 374504     | 2005 YU174 | 29 dez 2005 | Palomar          | NEAT                | —         | MPC                           |
| 374505     | 2005 YJ188 | 28 dez 2005 | Mount Lemmon     | Mount Lemmon Survey | —         | MPC                           |
| 374506     | 2005 YJ189 | 29 dez 2005 | Kitt Peak        | Spacewatch          | —         | MPC                           |
| 374507     | 2005 YY195 | 22 dez 2005 | Catalina         | CSS                 | —         | MPC                           |
| 374508     | 2005 YD201 | 22 dez 2005 | Kitt Peak        | Spacewatch          | —         | MPC                           |
| 374509     | 2005 YP204 | 25 dez 2005 | Mount Lemmon     | Mount Lemmon Survey | —         | MPC                           |
| 374510     | 2005 YF205 | 26 dez 2005 | Kitt Peak        | Spacewatch          | —         | MPC                           |
| 374511     | 2005 YG205 | 26 dez 2005 | Kitt Peak        | Spacewatch          | —         | MPC                           |
| 374512     | 2005 YU217 | 31 dez 2005 | Kitt Peak        | Spacewatch          | —         | MPC                           |
| 374513     | 2005 YX236 | 28 dez 2005 | Kitt Peak        | Spacewatch          | —         | MPC                           |
| 374514     | 2005 YH237 | 28 dez 2005 | Kitt Peak        | Spacewatch          | —         | MPC                           |
| 374515     | 2005 YM245 | 30 dez 2005 | Mount Lemmon     | Mount Lemmon Survey | —         | MPC                           |
| 374516     | 2005 YH251 | 28 dez 2005 | Kitt Peak        | Spacewatch          | —         | MPC                           |
| 374517     | 2005 YC265 | 25 dez 2005 | Kitt Peak        | Spacewatch          | —         | MPC                           |
| 374518     | 2005 YG268 | 25 dez 2005 | Mount Lemmon     | Mount Lemmon Survey | Phocaea   | MPC                           |
| 374519     | 2005 YO269 | 25 dez 2005 | Mount Lemmon     | Mount Lemmon Survey | —         | MPC                           |
| 374520     | 2005 YC292 | 28 dez 2005 | Kitt Peak        | Spacewatch          | —         | MPC                           |
| 374521     | 2006 AE10  | 4 jan 2006  | Kitt Peak        | Spacewatch          | —         | MPC                           |
| 374522     | 2006 AV13  | 5 jan 2006  | Mount Lemmon     | Mount Lemmon Survey | —         | MPC                           |
| 374523     | 2006 AN14  | 5 jan 2006  | Mount Lemmon     | Mount Lemmon Survey | —         | MPC                           |
| 374524     | 2006 AM15  | 5 jan 2006  | Mount Lemmon     | Mount Lemmon Survey | —         | MPC                           |
| 374525     | 2006 AM32  | 5 jan 2006  | Catalina         | CSS                 | —         | MPC                           |
| 374526     | 2006 AY41  | 5 jan 2006  | Kitt Peak        | Spacewatch          | —         | MPC                           |
| 374527     | 2006 AJ47  | 25 dez 2005 | Kitt Peak        | Spacewatch          | —         | MPC                           |
| 374528     | 2006 AO53  | 5 jan 2006  | Kitt Peak        | Spacewatch          | —         | MPC                           |
| 374529     | 2006 AZ53  | 5 jan 2006  | Kitt Peak        | Spacewatch          | —         | MPC                           |
| 374530     | 2006 AV57  | 8 jan 2006  | Mount Lemmon     | Mount Lemmon Survey | —         | MPC                           |
| 374531     | 2006 AS65  | 8 jan 2006  | Mount Lemmon     | Mount Lemmon Survey | —         | MPC                           |
| 374532     | 2006 AF73  | 8 jan 2006  | Catalina         | CSS                 | —         | MPC                           |
| 374533     | 2006 AB75  | 2 jan 2006  | Mount Lemmon     | Mount Lemmon Survey | —         | MPC                           |
| 374534     | 2006 AR84  | 6 jan 2006  | Anderson Mesa    | LONEOS              | —         | MPC                           |
| 374535     | 2006 AL104 | 24 out 2005 | Mauna Kea        | A. Boattini         | —         | MPC                           |
| 374536     | 2006 AW104 | 7 jan 2006  | Mount Lemmon     | Mount Lemmon Survey | —         | MPC                           |
| 374537     | 2006 BM9   | 22 jan 2006 | Anderson Mesa    | LONEOS              | —         | MPC                           |
| 374538     | 2006 BG39  | 24 jan 2006 | Nyukasa          | Mount Nyukasa Stn.  | —         | MPC                           |
| 374539     | 2006 BS56  | 22 jan 2006 | Mount Lemmon     | Mount Lemmon Survey | —         | MPC                           |
| 374540     | 2006 BZ61  | 22 jan 2006 | Anderson Mesa    | LONEOS              | —         | MPC                           |
| 374541     | 2006 BV66  | 23 jan 2006 | Kitt Peak        | Spacewatch          | —         | MPC                           |
| 374542     | 2006 BS69  | 23 jan 2006 | Kitt Peak        | Spacewatch          | —         | MPC                           |
| 374543     | 2006 BR81  | 23 jan 2006 | Kitt Peak        | Spacewatch          | —         | MPC                           |
| 374544     | 2006 BE82  | 23 jan 2006 | Kitt Peak        | Spacewatch          | —         | MPC                           |
| 374545     | 2006 BA83  | 24 jan 2006 | Socorro          | LINEAR              | —         | MPC                           |
| 374546     | 2006 BL90  | 25 jan 2006 | Kitt Peak        | Spacewatch          | —         | MPC                           |
| 374547     | 2006 BZ93  | 26 jan 2006 | Kitt Peak        | Spacewatch          | —         | MPC                           |
| 374548     | 2006 BQ96  | 26 jan 2006 | Kitt Peak        | Spacewatch          | —         | MPC                           |
| 374549     | 2006 BF109 | 25 jan 2006 | Kitt Peak        | Spacewatch          | —         | MPC                           |
| 374550     | 2006 BT110 | 25 jan 2006 | Kitt Peak        | Spacewatch          | —         | MPC                           |
| 374551     | 2006 BO121 | 26 jan 2006 | Mount Lemmon     | Mount Lemmon Survey | —         | MPC                           |
| 374552     | 2006 BO126 | 26 jan 2006 | Kitt Peak        | Spacewatch          | —         | MPC                           |
| 374553     | 2006 BG127 | 26 jan 2006 | Kitt Peak        | Spacewatch          | —         | MPC                           |
| 374554     | 2006 BZ127 | 26 jan 2006 | Kitt Peak        | Spacewatch          | —         | MPC                           |
| 374555     | 2006 BE130 | 26 jan 2006 | Kitt Peak        | Spacewatch          | Eos       | MPC                           |
| 374556     | 2006 BF136 | 28 jan 2006 | Kitt Peak        | Spacewatch          | —         | MPC                           |
| 374557     | 2006 BU146 | 28 jan 2006 | Bergisch Gladbac | W. Bickel           | —         | MPC                           |
| 374558     | 2006 BK151 | 25 jan 2006 | Kitt Peak        | Spacewatch          | —         | MPC                           |
| 374559     | 2006 BN183 | 27 jan 2006 | Anderson Mesa    | LONEOS              | —         | MPC                           |
| 374560     | 2006 BH189 | 28 jan 2006 | Kitt Peak        | Spacewatch          | —         | MPC                           |
| 374561     | 2006 BJ192 | 30 jan 2006 | Kitt Peak        | Spacewatch          | —         | MPC                           |
| 374562     | 2006 BH214 | 23 jan 2006 | Catalina         | CSS                 | —         | MPC                           |
| 374563     | 2006 BM222 | 23 jan 2006 | Mount Lemmon     | Mount Lemmon Survey | —         | MPC                           |
| 374564     | 2006 BD226 | 30 jan 2006 | Kitt Peak        | Spacewatch          | —         | MPC                           |
| 374565     | 2006 BN226 | 23 jan 2006 | Mount Lemmon     | Mount Lemmon Survey | —         | MPC                           |
| 374566     | 2006 BG230 | 23 jan 2006 | Kitt Peak        | Spacewatch          | —         | MPC                           |
| 374567     | 2006 BY231 | 31 jan 2006 | Kitt Peak        | Spacewatch          | —         | MPC                           |
| 374568     | 2006 BU239 | 31 jan 2006 | Kitt Peak        | Spacewatch          | —         | MPC                           |
| 374569     | 2006 BH250 | 31 jan 2006 | Kitt Peak        | Spacewatch          | —         | MPC                           |
| 374570     | 2006 BN254 | 31 jan 2006 | Kitt Peak        | Spacewatch          | —         | MPC                           |
| 374571     | 2006 BC277 | 30 jan 2006 | Kitt Peak        | Spacewatch          | —         | MPC                           |
| 374572     | 2006 BD278 | 26 jan 2006 | Kitt Peak        | Spacewatch          | —         | MPC                           |
| 374573     | 2006 BR280 | 31 jan 2006 | Kitt Peak        | Spacewatch          | —         | MPC                           |
| 374574     | 2006 BT280 | 23 jan 2006 | Kitt Peak        | Spacewatch          | —         | MPC                           |
| 374575     | 2006 CE10  | 6 fev 2006  | Socorro          | LINEAR              | Juno      | MPC                           |
| 374576     | 2006 CD25  | 2 fev 2006  | Kitt Peak        | Spacewatch          | —         | MPC                           |
| 374577     | 2006 CM26  | 2 fev 2006  | Mount Lemmon     | Mount Lemmon Survey | —         | MPC                           |
| 374578     | 2006 CF40  | 2 fev 2006  | Mount Lemmon     | Mount Lemmon Survey | —         | MPC                           |
| 374579     | 2006 CM41  | 2 fev 2006  | Kitt Peak        | Spacewatch          | —         | MPC                           |
| 374580     | 2006 CJ52  | 4 fev 2006  | Kitt Peak        | Spacewatch          | —         | MPC                           |
| 374581     | 2006 CP61  | 28 out 2005 | Mount Lemmon     | Mount Lemmon Survey | —         | MPC                           |
| 374582     | 2006 DK11  | 21 fev 2006 | Catalina         | CSS                 | —         | MPC                           |
| 374583     | 2006 DH23  | 31 jan 2006 | Kitt Peak        | Spacewatch          | —         | MPC                           |
| 374584     | 2006 DQ23  | 2 fev 2006  | Mount Lemmon     | Mount Lemmon Survey | —         | MPC                           |
| 374585     | 2006 DY27  | 20 fev 2006 | Kitt Peak        | Spacewatch          | —         | MPC                           |
| 374586     | 2006 DK47  | 21 fev 2006 | Mount Lemmon     | Mount Lemmon Survey | —         | MPC                           |
| 374587     | 2006 DW50  | 23 fev 2006 | Kitt Peak        | Spacewatch          | —         | MPC                           |
| 374588     | 2006 DY54  | 24 fev 2006 | Kitt Peak        | Spacewatch          | —         | MPC                           |
| 374589     | 2006 DM57  | 24 fev 2006 | Mount Lemmon     | Mount Lemmon Survey | —         | MPC                           |
| 374590     | 2006 DX76  | 24 fev 2006 | Kitt Peak        | Spacewatch          | —         | MPC                           |
| 374591     | 2006 DE77  | 24 fev 2006 | Kitt Peak        | Spacewatch          | Eos       | MPC                           |
| 374592     | 2006 DD80  | 24 fev 2006 | Kitt Peak        | Spacewatch          | —         | MPC                           |
| 374593     | 2006 DS84  | 24 fev 2006 | Kitt Peak        | Spacewatch          | —         | MPC                           |
| 374594     | 2006 DZ86  | 24 fev 2006 | Kitt Peak        | Spacewatch          | —         | MPC                           |
| 374595     | 2006 DO90  | 24 fev 2006 | Kitt Peak        | Spacewatch          | —         | MPC                           |
| 374596     | 2006 DY94  | 24 fev 2006 | Kitt Peak        | Spacewatch          | —         | MPC                           |
| 374597     | 2006 DL95  | 24 fev 2006 | Kitt Peak        | Spacewatch          | —         | MPC                           |
| 374598     | 2006 DN105 | 25 fev 2006 | Mount Lemmon     | Mount Lemmon Survey | —         | MPC                           |
| 374599     | 2006 DR106 | 25 fev 2006 | Mount Lemmon     | Mount Lemmon Survey | —         | MPC                           |
| 374600     | 2006 DM110 | 25 fev 2006 | Kitt Peak        | Spacewatch          | —         | MPC                           |

## 374601–374700
| Designação | Designação | Descoberta  | Descoberta    | Descobridor(es)     | Categoria | Mais informações / Referência |
| Permanente | Provisória | Data        | Local         | Descobridor(es)     | Categoria | Mais informações / Referência |
| ---------- | ---------- | ----------- | ------------- | ------------------- | --------- | ----------------------------- |
| 374601     | 2006 DH115 | 27 fev 2006 | Kitt Peak     | Spacewatch          | —         | MPC                           |
| 374602     | 2006 DW124 | 24 fev 2006 | Catalina      | CSS                 | —         | MPC                           |
| 374603     | 2006 DN126 | 1 fev 2006  | Mount Lemmon  | Mount Lemmon Survey | —         | MPC                           |
| 374604     | 2006 DP131 | 25 fev 2006 | Kitt Peak     | Spacewatch          | Maria     | MPC                           |
| 374605     | 2006 DK133 | 1 fev 2006  | Kitt Peak     | Spacewatch          | —         | MPC                           |
| 374606     | 2006 DS136 | 25 fev 2006 | Kitt Peak     | Spacewatch          | —         | MPC                           |
| 374607     | 2006 DS144 | 25 fev 2006 | Mount Lemmon  | Mount Lemmon Survey | —         | MPC                           |
| 374608     | 2006 DT149 | 25 fev 2006 | Kitt Peak     | Spacewatch          | —         | MPC                           |
| 374609     | 2006 DH150 | 25 fev 2006 | Kitt Peak     | Spacewatch          | Maria     | MPC                           |
| 374610     | 2006 DD164 | 27 fev 2006 | Mount Lemmon  | Mount Lemmon Survey | —         | MPC                           |
| 374611     | 2006 DB169 | 27 fev 2006 | Kitt Peak     | Spacewatch          | —         | MPC                           |
| 374612     | 2006 DU212 | 24 fev 2006 | Kitt Peak     | Spacewatch          | —         | MPC                           |
| 374613     | 2006 DQ216 | 21 fev 2006 | Mount Lemmon  | Mount Lemmon Survey | —         | MPC                           |
| 374614     | 2006 EN22  | 3 mar 2006  | Kitt Peak     | Spacewatch          | Themis    | MPC                           |
| 374615     | 2006 ED23  | 3 mar 2006  | Kitt Peak     | Spacewatch          | —         | MPC                           |
| 374616     | 2006 EB32  | 3 mar 2006  | Kitt Peak     | Spacewatch          | —         | MPC                           |
| 374617     | 2006 EK35  | 3 mar 2006  | Kitt Peak     | Spacewatch          | —         | MPC                           |
| 374618     | 2006 EG45  | 4 mar 2006  | Kitt Peak     | Spacewatch          | —         | MPC                           |
| 374619     | 2006 EG53  | 9 mar 2006  | Catalina      | CSS                 | —         | MPC                           |
| 374620     | 2006 EO56  | 5 mar 2006  | Kitt Peak     | Spacewatch          | —         | MPC                           |
| 374621     | 2006 FB4   | 23 mar 2006 | Kitt Peak     | Spacewatch          | Brangane  | MPC                           |
| 374622     | 2006 FK6   | 23 mar 2006 | Catalina      | CSS                 | —         | MPC                           |
| 374623     | 2006 FR10  | 21 mar 2006 | Mount Lemmon  | Mount Lemmon Survey | —         | MPC                           |
| 374624     | 2006 FG16  | 27 fev 2006 | Kitt Peak     | Spacewatch          | —         | MPC                           |
| 374625     | 2006 FS21  | 24 mar 2006 | Mount Lemmon  | Mount Lemmon Survey | —         | MPC                           |
| 374626     | 2006 GL12  | 2 abr 2006  | Kitt Peak     | Spacewatch          | —         | MPC                           |
| 374627     | 2006 GF45  | 7 abr 2006  | Mount Lemmon  | Mount Lemmon Survey | —         | MPC                           |
| 374628     | 2006 HU3   | 18 abr 2006 | Kitt Peak     | Spacewatch          | Themis    | MPC                           |
| 374629     | 2006 HV15  | 20 abr 2006 | Kitt Peak     | Spacewatch          | —         | MPC                           |
| 374630     | 2006 HH26  | 20 abr 2006 | Kitt Peak     | Spacewatch          | —         | MPC                           |
| 374631     | 2006 HB35  | 19 abr 2006 | Mount Lemmon  | Mount Lemmon Survey | —         | MPC                           |
| 374632     | 2006 HB42  | 21 abr 2006 | Kitt Peak     | Spacewatch          | —         | MPC                           |
| 374633     | 2006 HW44  | 25 abr 2006 | Kitt Peak     | Spacewatch          | —         | MPC                           |
| 374634     | 2006 HB51  | 23 mar 2006 | Mount Lemmon  | Mount Lemmon Survey | —         | MPC                           |
| 374635     | 2006 HY62  | 24 abr 2006 | Kitt Peak     | Spacewatch          | Ursula    | MPC                           |
| 374636     | 2006 HE63  | 8 abr 2006  | Kitt Peak     | Spacewatch          | —         | MPC                           |
| 374637     | 2006 HV65  | 24 abr 2006 | Kitt Peak     | Spacewatch          | —         | MPC                           |
| 374638     | 2006 HU68  | 27 fev 2006 | Mount Lemmon  | Mount Lemmon Survey | —         | MPC                           |
| 374639     | 2006 HO72  | 25 abr 2006 | Kitt Peak     | Spacewatch          | Ursula    | MPC                           |
| 374640     | 2006 HS82  | 26 abr 2006 | Kitt Peak     | Spacewatch          | Brangane  | MPC                           |
| 374641     | 2006 HZ85  | 27 abr 2006 | Kitt Peak     | Spacewatch          | —         | MPC                           |
| 374642     | 2006 HX93  | 29 abr 2006 | Kitt Peak     | Spacewatch          | —         | MPC                           |
| 374643     | 2006 HP107 | 30 abr 2006 | Kitt Peak     | Spacewatch          | —         | MPC                           |
| 374644     | 2006 HC121 | 30 abr 2006 | Kitt Peak     | Spacewatch          | —         | MPC                           |
| 374645     | 2006 HL136 | 26 abr 2006 | Cerro Tololo  | M. W. Buie          | —         | MPC                           |
| 374646     | 2006 HR153 | 21 abr 2006 | Kitt Peak     | Spacewatch          | —         | MPC                           |
| 374647     | 2006 JU11  | 1 mai 2006  | Kitt Peak     | Spacewatch          | Brangane  | MPC                           |
| 374648     | 2006 JA22  | 24 abr 2006 | Kitt Peak     | Spacewatch          | —         | MPC                           |
| 374649     | 2006 JS26  | 5 mai 2006  | Reedy Creek   | J. Broughton        | Ursula    | MPC                           |
| 374650     | 2006 JO29  | 3 mai 2006  | Kitt Peak     | Spacewatch          | —         | MPC                           |
| 374651     | 2006 JC34  | 4 mai 2006  | Kitt Peak     | Spacewatch          | —         | MPC                           |
| 374652     | 2006 JZ48  | 14 mai 2006 | Palomar       | NEAT                | —         | MPC                           |
| 374653     | 2006 JR62  | 1 mai 2006  | Kitt Peak     | M. W. Buie          | —         | MPC                           |
| 374654     | 2006 JD72  | 21 abr 2006 | Mount Lemmon  | Mount Lemmon Survey | —         | MPC                           |
| 374655     | 2006 JZ80  | 7 mai 2006  | Mount Lemmon  | Mount Lemmon Survey | —         | MPC                           |
| 374656     | 2006 KH9   | 19 mai 2006 | Mount Lemmon  | Mount Lemmon Survey | Brangane  | MPC                           |
| 374657     | 2006 KR17  | 21 mai 2006 | Kitt Peak     | Spacewatch          | —         | MPC                           |
| 374658     | 2006 KM18  | 21 mai 2006 | Kitt Peak     | Spacewatch          | —         | MPC                           |
| 374659     | 2006 KW21  | 19 mai 2006 | Mount Lemmon  | Mount Lemmon Survey | —         | MPC                           |
| 374660     | 2006 KT36  | 21 mai 2006 | Kitt Peak     | Spacewatch          | —         | MPC                           |
| 374661     | 2006 KK37  | 22 mai 2006 | Kitt Peak     | Spacewatch          | —         | MPC                           |
| 374662     | 2006 KN51  | 21 mai 2006 | Kitt Peak     | Spacewatch          | —         | MPC                           |
| 374663     | 2006 KX51  | 21 mai 2006 | Kitt Peak     | Spacewatch          | —         | MPC                           |
| 374664     | 2006 KP58  | 22 mai 2006 | Kitt Peak     | Spacewatch          | —         | MPC                           |
| 374665     | 2006 KN60  | 22 mai 2006 | Kitt Peak     | Spacewatch          | —         | MPC                           |
| 374666     | 2006 KH66  | 24 mai 2006 | Mount Lemmon  | Mount Lemmon Survey | —         | MPC                           |
| 374667     | 2006 KX71  | 22 mai 2006 | Kitt Peak     | Spacewatch          | —         | MPC                           |
| 374668     | 2006 KV88  | 26 mai 2006 | Kitt Peak     | Spacewatch          | —         | MPC                           |
| 374669     | 2006 KD112 | 31 mai 2006 | Mount Lemmon  | Mount Lemmon Survey | Brangane  | MPC                           |
| 374670     | 2006 KF112 | 31 mai 2006 | Mount Lemmon  | Mount Lemmon Survey | —         | MPC                           |
| 374671     | 2006 KC114 | 25 fev 2006 | Mount Lemmon  | Mount Lemmon Survey | —         | MPC                           |
| 374672     | 2006 KO118 | 28 mai 2006 | Kitt Peak     | Spacewatch          | —         | MPC                           |
| 374673     | 2006 MV11  | 9 mai 2006  | Mount Lemmon  | Mount Lemmon Survey | Brangane  | MPC                           |
| 374674     | 2006 PA15  | 15 ago 2006 | Palomar       | NEAT                | —         | MPC                           |
| 374675     | 2006 PB17  | 15 ago 2006 | Palomar       | NEAT                | —         | MPC                           |
| 374676     | 2006 QD    | 17 ago 2006 | Hibiscus      | S. F. Hönig         | —         | MPC                           |
| 374677     | 2006 QE18  | 17 ago 2006 | Palomar       | NEAT                | —         | MPC                           |
| 374678     | 2006 QC27  | 19 ago 2006 | Kitt Peak     | Spacewatch          | —         | MPC                           |
| 374679     | 2006 QF43  | 18 ago 2006 | Kitt Peak     | Spacewatch          | —         | MPC                           |
| 374680     | 2006 QL44  | 19 ago 2006 | Anderson Mesa | LONEOS              | —         | MPC                           |
| 374681     | 2006 QC50  | 22 ago 2006 | Palomar       | NEAT                | —         | MPC                           |
| 374682     | 2006 QR50  | 22 ago 2006 | Palomar       | NEAT                | —         | MPC                           |
| 374683     | 2006 QM57  | 27 ago 2006 | Schiaparelli  | Schiaparelli Obs.   | —         | MPC                           |
| 374684     | 2006 QD64  | 25 ago 2006 | Socorro       | LINEAR              | —         | MPC                           |
| 374685     | 2006 QK70  | 4 fev 2005  | Mount Lemmon  | Mount Lemmon Survey | —         | MPC                           |
| 374686     | 2006 QY111 | 22 ago 2006 | Palomar       | NEAT                | —         | MPC                           |
| 374687     | 2006 QN116 | 27 ago 2006 | Anderson Mesa | LONEOS              | —         | MPC                           |
| 374688     | 2006 QP121 | 29 ago 2006 | Catalina      | CSS                 | —         | MPC                           |
| 374689     | 2006 QX121 | 29 ago 2006 | Catalina      | CSS                 | —         | MPC                           |
| 374690     | 2006 QM138 | 16 ago 2006 | Palomar       | NEAT                | —         | MPC                           |
| 374691     | 2006 QM184 | 18 ago 2006 | Kitt Peak     | Spacewatch          | —         | MPC                           |
| 374692     | 2006 QK185 | 28 ago 2006 | Kitt Peak     | Spacewatch          | —         | MPC                           |
| 374693     | 2006 RB4   | 12 set 2006 | Catalina      | CSS                 | —         | MPC                           |
| 374694     | 2006 RL5   | 21 out 2003 | Kitt Peak     | Spacewatch          | —         | MPC                           |
| 374695     | 2006 RK17  | 14 set 2006 | Palomar       | NEAT                | —         | MPC                           |
| 374696     | 2006 RZ20  | 15 set 2006 | Kitt Peak     | Spacewatch          | —         | MPC                           |
| 374697     | 2006 RP37  | 12 set 2006 | Catalina      | CSS                 | —         | MPC                           |
| 374698     | 2006 RT47  | 14 set 2006 | Kitt Peak     | Spacewatch          | —         | MPC                           |
| 374699     | 2006 RL48  | 14 set 2006 | Kitt Peak     | Spacewatch          | —         | MPC                           |
| 374700     | 2006 RM49  | 21 jul 2006 | Mount Lemmon  | Mount Lemmon Survey | —         | MPC                           |

## 374701–374800
| Designação  | Designação | Descoberta  | Descoberta     | Descobridor(es)     | Categoria | Mais informações / Referência |
| Permanente  | Provisória | Data        | Local          | Descobridor(es)     | Categoria | Mais informações / Referência |
| ----------- | ---------- | ----------- | -------------- | ------------------- | --------- | ----------------------------- |
| 374701      | 2006 RR59  | 15 set 2006 | Kitt Peak      | Spacewatch          | —         | MPC                           |
| 374702      | 2006 RJ62  | 12 set 2006 | Catalina       | CSS                 | —         | MPC                           |
| 374703      | 2006 RD66  | 14 set 2006 | Palomar        | NEAT                | —         | MPC                           |
| 374704      | 2006 RF68  | 15 set 2006 | Kitt Peak      | Spacewatch          | —         | MPC                           |
| 374705      | 2006 RZ84  | 15 set 2006 | Kitt Peak      | Spacewatch          | —         | MPC                           |
| 374706      | 2006 RK92  | 14 set 2006 | Kitt Peak      | Spacewatch          | —         | MPC                           |
| 374707      | 2006 RQ92  | 15 set 2006 | Kitt Peak      | Spacewatch          | —         | MPC                           |
| 374708      | 2006 RU100 | 14 set 2006 | Catalina       | CSS                 | —         | MPC                           |
| 374709      | 2006 RA102 | 14 set 2006 | Kitt Peak      | Spacewatch          | —         | MPC                           |
| 374710 ʻOʻo | 2006 RJ110 | 14 set 2006 | Mauna Kea      | J. Masiero          | Mitidika  | MPC                           |
| 374711      | 2006 SQ11  | 16 set 2006 | Socorro        | LINEAR              | —         | MPC                           |
| 374712      | 2006 SR13  | 17 set 2006 | Kitt Peak      | Spacewatch          | —         | MPC                           |
| 374713      | 2006 SR15  | 21 jul 2006 | Mount Lemmon   | Mount Lemmon Survey | —         | MPC                           |
| 374714      | 2006 SJ17  | 17 set 2006 | Kitt Peak      | Spacewatch          | —         | MPC                           |
| 374715      | 2006 SH20  | 19 set 2006 | Uccle          | T. Pauwels          | —         | MPC                           |
| 374716      | 2006 SB23  | 17 set 2006 | Anderson Mesa  | LONEOS              | —         | MPC                           |
| 374717      | 2006 SU24  | 16 set 2006 | Catalina       | CSS                 | —         | MPC                           |
| 374718      | 2006 SS25  | 28 ago 2006 | Catalina       | CSS                 | —         | MPC                           |
| 374719      | 2006 SB26  | 16 set 2006 | Catalina       | CSS                 | —         | MPC                           |
| 374720      | 2006 SL26  | 16 set 2006 | Catalina       | CSS                 | —         | MPC                           |
| 374721      | 2006 SQ27  | 16 set 2006 | Palomar        | NEAT                | —         | MPC                           |
| 374722      | 2006 SY35  | 17 set 2006 | Anderson Mesa  | LONEOS              | —         | MPC                           |
| 374723      | 2006 SJ43  | 16 set 2006 | Kitt Peak      | Spacewatch          | —         | MPC                           |
| 374724      | 2006 SX49  | 20 set 2006 | La Sagra       | Mallorca Obs.       | —         | MPC                           |
| 374725      | 2006 SV52  | 19 set 2006 | Anderson Mesa  | LONEOS              | —         | MPC                           |
| 374726      | 2006 SU61  | 17 set 2006 | Kitt Peak      | Spacewatch          | —         | MPC                           |
| 374727      | 2006 SO65  | 18 set 2006 | Anderson Mesa  | LONEOS              | —         | MPC                           |
| 374728      | 2006 SN69  | 22 jul 2006 | Mount Lemmon   | Mount Lemmon Survey | —         | MPC                           |
| 374729      | 2006 SC71  | 19 set 2006 | Kitt Peak      | Spacewatch          | —         | MPC                           |
| 374730      | 2006 SO73  | 19 set 2006 | Kitt Peak      | Spacewatch          | —         | MPC                           |
| 374731      | 2006 SG80  | 17 set 2006 | Catalina       | CSS                 | —         | MPC                           |
| 374732      | 2006 SW87  | 18 set 2006 | Kitt Peak      | Spacewatch          | —         | MPC                           |
| 374733      | 2006 SD88  | 18 set 2006 | Kitt Peak      | Spacewatch          | Chloris   | MPC                           |
| 374734      | 2006 SF90  | 18 set 2006 | Kitt Peak      | Spacewatch          | —         | MPC                           |
| 374735      | 2006 SM96  | 18 set 2006 | Kitt Peak      | Spacewatch          | —         | MPC                           |
| 374736      | 2006 SW102 | 19 set 2006 | Kitt Peak      | Spacewatch          | —         | MPC                           |
| 374737      | 2006 SC106 | 19 set 2006 | Kitt Peak      | Spacewatch          | —         | MPC                           |
| 374738      | 2006 SQ111 | 29 ago 2006 | Catalina       | CSS                 | —         | MPC                           |
| 374739      | 2006 SX116 | 24 set 2006 | Kitt Peak      | Spacewatch          | —         | MPC                           |
| 374740      | 2006 SN129 | 18 set 2006 | Anderson Mesa  | LONEOS              | —         | MPC                           |
| 374741      | 2006 SH130 | 20 set 2006 | Anderson Mesa  | LONEOS              | —         | MPC                           |
| 374742      | 2006 ST145 | 19 set 2006 | Kitt Peak      | Spacewatch          | —         | MPC                           |
| 374743      | 2006 SJ149 | 19 set 2006 | Kitt Peak      | Spacewatch          | —         | MPC                           |
| 374744      | 2006 SP159 | 23 set 2006 | Kitt Peak      | Spacewatch          | —         | MPC                           |
| 374745      | 2006 SH167 | 25 set 2006 | Kitt Peak      | Spacewatch          | —         | MPC                           |
| 374746      | 2006 SV176 | 25 set 2006 | Kitt Peak      | Spacewatch          | —         | MPC                           |
| 374747      | 2006 SR179 | 25 set 2006 | Kitt Peak      | Spacewatch          | —         | MPC                           |
| 374748      | 2006 SA181 | 25 set 2006 | Mount Lemmon   | Mount Lemmon Survey | —         | MPC                           |
| 374749      | 2006 SY187 | 26 set 2006 | Kitt Peak      | Spacewatch          | —         | MPC                           |
| 374750      | 2006 SP196 | 26 set 2006 | Kitt Peak      | Spacewatch          | —         | MPC                           |
| 374751      | 2006 SQ204 | 25 set 2006 | Kitt Peak      | Spacewatch          | —         | MPC                           |
| 374752      | 2006 SZ207 | 26 set 2006 | Kitt Peak      | Spacewatch          | —         | MPC                           |
| 374753      | 2006 SW226 | 26 set 2006 | Kitt Peak      | Spacewatch          | —         | MPC                           |
| 374754      | 2006 SG233 | 26 set 2006 | Kitt Peak      | Spacewatch          | —         | MPC                           |
| 374755      | 2006 ST233 | 26 set 2006 | Kitt Peak      | Spacewatch          | —         | MPC                           |
| 374756      | 2006 SK237 | 26 set 2006 | Mount Lemmon   | Mount Lemmon Survey | —         | MPC                           |
| 374757      | 2006 SS241 | 19 ago 2006 | Kitt Peak      | Spacewatch          | —         | MPC                           |
| 374758      | 2006 SW251 | 26 set 2006 | Kitt Peak      | Spacewatch          | —         | MPC                           |
| 374759      | 2006 SK257 | 26 set 2006 | Kitt Peak      | Spacewatch          | —         | MPC                           |
| 374760      | 2006 SZ259 | 26 set 2006 | Kitt Peak      | Spacewatch          | —         | MPC                           |
| 374761      | 2006 SV260 | 18 set 2006 | Catalina       | CSS                 | —         | MPC                           |
| 374762      | 2006 SH275 | 27 set 2006 | Mount Lemmon   | Mount Lemmon Survey | —         | MPC                           |
| 374763      | 2006 SW278 | 28 set 2006 | Kitt Peak      | Spacewatch          | —         | MPC                           |
| 374764      | 2006 SH282 | 25 set 2006 | Anderson Mesa  | LONEOS              | —         | MPC                           |
| 374765      | 2006 SA283 | 27 ago 2006 | Kitt Peak      | Spacewatch          | —         | MPC                           |
| 374766      | 2006 SB283 | 29 ago 2006 | Kitt Peak      | Spacewatch          | —         | MPC                           |
| 374767      | 2006 SP285 | 21 jul 2006 | Mount Lemmon   | Mount Lemmon Survey | —         | MPC                           |
| 374768      | 2006 ST292 | 25 set 2006 | Kitt Peak      | Spacewatch          | —         | MPC                           |
| 374769      | 2006 ST321 | 27 set 2006 | Kitt Peak      | Spacewatch          | —         | MPC                           |
| 374770      | 2006 SL336 | 28 set 2006 | Kitt Peak      | Spacewatch          | —         | MPC                           |
| 374771      | 2006 SO347 | 28 set 2006 | Kitt Peak      | Spacewatch          | —         | MPC                           |
| 374772      | 2006 SA350 | 18 set 2006 | Kitt Peak      | Spacewatch          | —         | MPC                           |
| 374773      | 2006 SM352 | 19 set 2006 | Catalina       | CSS                 | —         | MPC                           |
| 374774      | 2006 SF356 | 30 set 2006 | Catalina       | CSS                 | —         | MPC                           |
| 374775      | 2006 SB365 | 30 set 2006 | Catalina       | CSS                 | —         | MPC                           |
| 374776      | 2006 SA403 | 26 set 2006 | Mount Lemmon   | Mount Lemmon Survey | —         | MPC                           |
| 374777      | 2006 TZ1   | 1 out 2006  | Kitt Peak      | Spacewatch          | —         | MPC                           |
| 374778      | 2006 TC2   | 1 out 2006  | Kitt Peak      | Spacewatch          | Mitidika  | MPC                           |
| 374779      | 2006 TC10  | 3 out 2006  | Mount Lemmon   | Mount Lemmon Survey | —         | MPC                           |
| 374780      | 2006 TY10  | 15 out 2006 | Farra d'Isonzo | Farra d'Isonzo      | —         | MPC                           |
| 374781      | 2006 TJ13  | 10 out 2006 | Palomar        | NEAT                | —         | MPC                           |
| 374782      | 2006 TS15  | 15 set 2006 | Kitt Peak      | Spacewatch          | —         | MPC                           |
| 374783      | 2006 TM26  | 12 out 2006 | Kitt Peak      | Spacewatch          | —         | MPC                           |
| 374784      | 2006 TN28  | 12 out 2006 | Kitt Peak      | Spacewatch          | —         | MPC                           |
| 374785      | 2006 TS28  | 12 out 2006 | Kitt Peak      | Spacewatch          | —         | MPC                           |
| 374786      | 2006 TT34  | 27 set 2006 | Mount Lemmon   | Mount Lemmon Survey | —         | MPC                           |
| 374787      | 2006 TJ38  | 12 out 2006 | Kitt Peak      | Spacewatch          | —         | MPC                           |
| 374788      | 2006 TA40  | 12 out 2006 | Kitt Peak      | Spacewatch          | —         | MPC                           |
| 374789      | 2006 TD53  | 28 set 2006 | Mount Lemmon   | Mount Lemmon Survey | —         | MPC                           |
| 374790      | 2006 TC58  | 15 out 2006 | Catalina       | CSS                 | —         | MPC                           |
| 374791      | 2006 TC63  | 17 set 2006 | Kitt Peak      | Spacewatch          | —         | MPC                           |
| 374792      | 2006 TE66  | 18 set 2006 | Catalina       | CSS                 | —         | MPC                           |
| 374793      | 2006 TM73  | 2 out 2006  | Mount Lemmon   | Mount Lemmon Survey | —         | MPC                           |
| 374794      | 2006 TK76  | 11 out 2006 | Palomar        | NEAT                | —         | MPC                           |
| 374795      | 2006 TV77  | 12 out 2006 | Kitt Peak      | Spacewatch          | —         | MPC                           |
| 374796      | 2006 TD79  | 12 out 2006 | Kitt Peak      | Spacewatch          | —         | MPC                           |
| 374797      | 2006 TA98  | 15 out 2006 | Kitt Peak      | Spacewatch          | Mitidika  | MPC                           |
| 374798      | 2006 TZ103 | 15 out 2006 | Kitt Peak      | Spacewatch          | —         | MPC                           |
| 374799      | 2006 TT109 | 11 out 2006 | Palomar        | NEAT                | —         | MPC                           |
| 374800      | 2006 TR126 | 2 out 2006  | Mount Lemmon   | Mount Lemmon Survey | —         | MPC                           |

## 374801–374900
| Designação | Designação | Descoberta  | Descoberta   | Descobridor(es)     | Categoria | Mais informações / Referência |
| Permanente | Provisória | Data        | Local        | Descobridor(es)     | Categoria | Mais informações / Referência |
| ---------- | ---------- | ----------- | ------------ | ------------------- | --------- | ----------------------------- |
| 374801     | 2006 UP7   | 3 out 2006  | Mount Lemmon | Mount Lemmon Survey | —         | MPC                           |
| 374802     | 2006 UP11  | 17 out 2006 | Mount Lemmon | Mount Lemmon Survey | —         | MPC                           |
| 374803     | 2006 UL17  | 19 out 2006 | Kanab        | E. E. Sheridan      | —         | MPC                           |
| 374804     | 2006 UT28  | 16 out 2006 | Kitt Peak    | Spacewatch          | —         | MPC                           |
| 374805     | 2006 UF33  | 16 out 2006 | Kitt Peak    | Spacewatch          | —         | MPC                           |
| 374806     | 2006 UP35  | 30 set 2006 | Mount Lemmon | Mount Lemmon Survey | —         | MPC                           |
| 374807     | 2006 UB39  | 16 out 2006 | Kitt Peak    | Spacewatch          | —         | MPC                           |
| 374808     | 2006 UW42  | 16 out 2006 | Kitt Peak    | Spacewatch          | —         | MPC                           |
| 374809     | 2006 UU43  | 16 out 2006 | Kitt Peak    | Spacewatch          | —         | MPC                           |
| 374810     | 2006 UY65  | 16 out 2006 | Catalina     | CSS                 | —         | MPC                           |
| 374811     | 2006 UM67  | 16 out 2006 | Catalina     | CSS                 | —         | MPC                           |
| 374812     | 2006 UK68  | 16 out 2006 | Catalina     | CSS                 | —         | MPC                           |
| 374813     | 2006 UA78  | 17 out 2006 | Kitt Peak    | Spacewatch          | —         | MPC                           |
| 374814     | 2006 UP81  | 17 out 2006 | Mount Lemmon | Mount Lemmon Survey | —         | MPC                           |
| 374815     | 2006 US88  | 30 set 2006 | Mount Lemmon | Mount Lemmon Survey | —         | MPC                           |
| 374816     | 2006 UW109 | 19 out 2006 | Kitt Peak    | Spacewatch          | —         | MPC                           |
| 374817     | 2006 UT119 | 30 set 2006 | Mount Lemmon | Mount Lemmon Survey | —         | MPC                           |
| 374818     | 2006 UL120 | 19 out 2006 | Kitt Peak    | Spacewatch          | —         | MPC                           |
| 374819     | 2006 UT124 | 19 out 2006 | Mount Lemmon | Mount Lemmon Survey | —         | MPC                           |
| 374820     | 2006 US130 | 19 out 2006 | Kitt Peak    | Spacewatch          | —         | MPC                           |
| 374821     | 2006 UJ168 | 21 out 2006 | Mount Lemmon | Mount Lemmon Survey | —         | MPC                           |
| 374822     | 2006 UR170 | 3 out 2006  | Mount Lemmon | Mount Lemmon Survey | —         | MPC                           |
| 374823     | 2006 UU173 | 22 out 2006 | Mount Lemmon | Mount Lemmon Survey | —         | MPC                           |
| 374824     | 2006 UK175 | 16 out 2006 | Catalina     | CSS                 | —         | MPC                           |
| 374825     | 2006 UT179 | 16 out 2006 | Catalina     | CSS                 | —         | MPC                           |
| 374826     | 2006 UV193 | 20 out 2006 | Kitt Peak    | Spacewatch          | —         | MPC                           |
| 374827     | 2006 UW213 | 27 set 2006 | Mount Lemmon | Mount Lemmon Survey | —         | MPC                           |
| 374828     | 2006 UK219 | 16 out 2006 | Kitt Peak    | Spacewatch          | —         | MPC                           |
| 374829     | 2006 UA222 | 17 out 2006 | Catalina     | CSS                 | —         | MPC                           |
| 374830     | 2006 UF222 | 17 out 2006 | Catalina     | CSS                 | —         | MPC                           |
| 374831     | 2006 UG233 | 21 out 2006 | Palomar      | NEAT                | —         | MPC                           |
| 374832     | 2006 UH233 | 12 out 2006 | Kitt Peak    | Spacewatch          | —         | MPC                           |
| 374833     | 2006 UT240 | 23 out 2006 | Mount Lemmon | Mount Lemmon Survey | —         | MPC                           |
| 374834     | 2006 UU242 | 27 out 2006 | Kitt Peak    | Spacewatch          | —         | MPC                           |
| 374835     | 2006 UJ243 | 27 out 2006 | Mount Lemmon | Mount Lemmon Survey | —         | MPC                           |
| 374836     | 2006 UA249 | 27 out 2006 | Mount Lemmon | Mount Lemmon Survey | —         | MPC                           |
| 374837     | 2006 UY256 | 28 out 2006 | Kitt Peak    | Spacewatch          | —         | MPC                           |
| 374838     | 2006 UZ264 | 27 out 2006 | Mount Lemmon | Mount Lemmon Survey | —         | MPC                           |
| 374839     | 2006 UH265 | 27 out 2006 | Catalina     | CSS                 | —         | MPC                           |
| 374840     | 2006 US267 | 27 out 2006 | Mount Lemmon | Mount Lemmon Survey | —         | MPC                           |
| 374841     | 2006 UJ268 | 18 set 2006 | Catalina     | CSS                 | —         | MPC                           |
| 374842     | 2006 UC272 | 27 out 2006 | Mount Lemmon | Mount Lemmon Survey | Mitidika  | MPC                           |
| 374843     | 2006 UW273 | 27 out 2006 | Kitt Peak    | Spacewatch          | —         | MPC                           |
| 374844     | 2006 UK281 | 28 out 2006 | Mount Lemmon | Mount Lemmon Survey | —         | MPC                           |
| 374845     | 2006 UB301 | 19 out 2006 | Kitt Peak    | M. W. Buie          | —         | MPC                           |
| 374846     | 2006 UP325 | 20 out 2006 | Kitt Peak    | M. W. Buie          | —         | MPC                           |
| 374847     | 2006 UK336 | 20 out 2006 | Mount Lemmon | Mount Lemmon Survey | Mitidika  | MPC                           |
| 374848     | 2006 VK    | 2 nov 2006  | Remanzacco   | Remanzacco Obs.     | —         | MPC                           |
| 374849     | 2006 VO1   | 28 set 2006 | Mount Lemmon | Mount Lemmon Survey | —         | MPC                           |
| 374850     | 2006 VL2   | 19 out 2006 | Catalina     | CSS                 | —         | MPC                           |
| 374851     | 2006 VV2   | 11 nov 2006 | Socorro      | LINEAR              | —         | MPC                           |
| 374852     | 2006 VF4   | 9 nov 2006  | Kitt Peak    | Spacewatch          | —         | MPC                           |
| 374853     | 2006 VJ4   | 21 out 2006 | Kitt Peak    | Spacewatch          | —         | MPC                           |
| 374854     | 2006 VV5   | 10 nov 2006 | Kitt Peak    | Spacewatch          | Mitidika  | MPC                           |
| 374855     | 2006 VQ13  | 14 nov 2006 | Socorro      | LINEAR              | —         | MPC                           |
| 374856     | 2006 VJ18  | 9 nov 2006  | Kitt Peak    | Spacewatch          | —         | MPC                           |
| 374857     | 2006 VM23  | 28 set 2006 | Mount Lemmon | Mount Lemmon Survey | —         | MPC                           |
| 374858     | 2006 VG26  | 10 nov 2006 | Kitt Peak    | Spacewatch          | —         | MPC                           |
| 374859     | 2006 VD27  | 10 nov 2006 | Kitt Peak    | Spacewatch          | Mitidika  | MPC                           |
| 374860     | 2006 VD30  | 4 out 2006  | Mount Lemmon | Mount Lemmon Survey | —         | MPC                           |
| 374861     | 2006 VM32  | 4 out 2006  | Mount Lemmon | Mount Lemmon Survey | —         | MPC                           |
| 374862     | 2006 VV35  | 11 nov 2006 | Mount Lemmon | Mount Lemmon Survey | —         | MPC                           |
| 374863     | 2006 VQ42  | 12 nov 2006 | Mount Lemmon | Mount Lemmon Survey | —         | MPC                           |
| 374864     | 2006 VD48  | 10 nov 2006 | Kitt Peak    | Spacewatch          | Mitidika  | MPC                           |
| 374865     | 2006 VO50  | 10 nov 2006 | Kitt Peak    | Spacewatch          | —         | MPC                           |
| 374866     | 2006 VP64  | 11 nov 2006 | Kitt Peak    | Spacewatch          | Mitidika  | MPC                           |
| 374867     | 2006 VG67  | 11 nov 2006 | Kitt Peak    | Spacewatch          | —         | MPC                           |
| 374868     | 2006 VP70  | 11 nov 2006 | Kitt Peak    | Spacewatch          | Mitidika  | MPC                           |
| 374869     | 2006 VQ81  | 13 nov 2006 | Kitt Peak    | Spacewatch          | —         | MPC                           |
| 374870     | 2006 VZ84  | 13 nov 2006 | Kitt Peak    | Spacewatch          | —         | MPC                           |
| 374871     | 2006 VU113 | 13 nov 2006 | Mount Lemmon | Mount Lemmon Survey | —         | MPC                           |
| 374872     | 2006 VO116 | 14 nov 2006 | Kitt Peak    | Spacewatch          | Juno      | MPC                           |
| 374873     | 2006 VX122 | 14 nov 2006 | Kitt Peak    | Spacewatch          | —         | MPC                           |
| 374874     | 2006 VH123 | 28 set 2006 | Mount Lemmon | Mount Lemmon Survey | —         | MPC                           |
| 374875     | 2006 VM124 | 14 nov 2006 | Kitt Peak    | Spacewatch          | Mitidika  | MPC                           |
| 374876     | 2006 VC128 | 15 nov 2006 | Kitt Peak    | Spacewatch          | —         | MPC                           |
| 374877     | 2006 VC129 | 15 nov 2006 | Catalina     | CSS                 | —         | MPC                           |
| 374878     | 2006 VU137 | 15 nov 2006 | Kitt Peak    | Spacewatch          | —         | MPC                           |
| 374879     | 2006 VN150 | 17 out 2006 | Kitt Peak    | Spacewatch          | —         | MPC                           |
| 374880     | 2006 VU152 | 3 out 2006  | Mount Lemmon | Mount Lemmon Survey | —         | MPC                           |
| 374881     | 2006 WU7   | 16 nov 2006 | Kitt Peak    | Spacewatch          | —         | MPC                           |
| 374882     | 2006 WX7   | 27 set 2006 | Mount Lemmon | Mount Lemmon Survey | —         | MPC                           |
| 374883     | 2006 WN8   | 16 nov 2006 | Kitt Peak    | Spacewatch          | —         | MPC                           |
| 374884     | 2006 WV8   | 16 nov 2006 | Kitt Peak    | Spacewatch          | —         | MPC                           |
| 374885     | 2006 WO11  | 16 nov 2006 | Socorro      | LINEAR              | —         | MPC                           |
| 374886     | 2006 WH27  | 28 out 2006 | Mount Lemmon | Mount Lemmon Survey | —         | MPC                           |
| 374887     | 2006 WR34  | 16 nov 2006 | Kitt Peak    | Spacewatch          | —         | MPC                           |
| 374888     | 2006 WV38  | 16 nov 2006 | Kitt Peak    | Spacewatch          | —         | MPC                           |
| 374889     | 2006 WM56  | 16 nov 2006 | Kitt Peak    | Spacewatch          | —         | MPC                           |
| 374890     | 2006 WU70  | 18 nov 2006 | Kitt Peak    | Spacewatch          | —         | MPC                           |
| 374891     | 2006 WH71  | 18 nov 2006 | Kitt Peak    | Spacewatch          | —         | MPC                           |
| 374892     | 2006 WU85  | 18 nov 2006 | Kitt Peak    | Spacewatch          | —         | MPC                           |
| 374893     | 2006 WT88  | 18 nov 2006 | Kitt Peak    | Spacewatch          | —         | MPC                           |
| 374894     | 2006 WF96  | 27 set 2006 | Mount Lemmon | Mount Lemmon Survey | —         | MPC                           |
| 374895     | 2006 WJ100 | 18 set 2006 | Catalina     | CSS                 | —         | MPC                           |
| 374896     | 2006 WU100 | 27 set 2006 | Mount Lemmon | Mount Lemmon Survey | —         | MPC                           |
| 374897     | 2006 WK108 | 19 out 2006 | Mount Lemmon | Mount Lemmon Survey | —         | MPC                           |
| 374898     | 2006 WC110 | 11 nov 2006 | Kitt Peak    | Spacewatch          | —         | MPC                           |
| 374899     | 2006 WO117 | 20 nov 2006 | Mount Lemmon | Mount Lemmon Survey | —         | MPC                           |
| 374900     | 2006 WN158 | 22 nov 2006 | Socorro      | LINEAR              | —         | MPC                           |

## 374901–375000
| Designação | Designação | Descoberta  | Descoberta        | Descobridor(es)     | Categoria | Mais informações / Referência |
| Permanente | Provisória | Data        | Local             | Descobridor(es)     | Categoria | Mais informações / Referência |
| ---------- | ---------- | ----------- | ----------------- | ------------------- | --------- | ----------------------------- |
| 374901     | 2006 WZ159 | 22 nov 2006 | Mount Lemmon      | Mount Lemmon Survey | —         | MPC                           |
| 374902     | 2006 WK163 | 23 nov 2006 | Kitt Peak         | Spacewatch          | —         | MPC                           |
| 374903     | 2006 WG181 | 24 nov 2006 | Mount Lemmon      | Mount Lemmon Survey | —         | MPC                           |
| 374904     | 2006 WV198 | 21 nov 2006 | Mount Lemmon      | Mount Lemmon Survey | —         | MPC                           |
| 374905     | 2006 WD204 | 21 nov 2006 | Mount Lemmon      | Mount Lemmon Survey | —         | MPC                           |
| 374906     | 2006 WG204 | 27 nov 2006 | Mount Lemmon      | Mount Lemmon Survey | —         | MPC                           |
| 374907     | 2006 XE1   | 10 dez 2006 | Socorro           | LINEAR              | —         | MPC                           |
| 374908     | 2006 XR10  | 15 nov 2006 | Mount Lemmon      | Mount Lemmon Survey | —         | MPC                           |
| 374909     | 2006 XV11  | 10 dez 2006 | Kitt Peak         | Spacewatch          | Mitidika  | MPC                           |
| 374910     | 2006 XT12  | 10 dez 2006 | Kitt Peak         | Spacewatch          | —         | MPC                           |
| 374911     | 2006 XM18  | 10 dez 2006 | Kitt Peak         | Spacewatch          | —         | MPC                           |
| 374912     | 2006 XV19  | 16 set 1998 | Kitt Peak         | Spacewatch          | Mitidika  | MPC                           |
| 374913     | 2006 XT23  | 21 out 2006 | Lulin Observatory | Lulin Obs.          | —         | MPC                           |
| 374914     | 2006 XF39  | 11 dez 2006 | Kitt Peak         | Spacewatch          | Mitidika  | MPC                           |
| 374915     | 2006 XL53  | 14 dez 2006 | Mount Lemmon      | Mount Lemmon Survey | —         | MPC                           |
| 374916     | 2006 XP54  | 15 dez 2006 | Socorro           | LINEAR              | —         | MPC                           |
| 374917     | 2006 XG60  | 14 dez 2006 | Kitt Peak         | Spacewatch          | —         | MPC                           |
| 374918     | 2006 XT62  | 15 dez 2006 | Kitt Peak         | Spacewatch          | —         | MPC                           |
| 374919     | 2006 XB68  | 14 dez 2006 | Mount Lemmon      | Mount Lemmon Survey | —         | MPC                           |
| 374920     | 2006 XT70  | 13 dez 2006 | Mount Lemmon      | Mount Lemmon Survey | Mitidika  | MPC                           |
| 374921     | 2006 XE71  | 14 dez 2006 | Kitt Peak         | Spacewatch          | —         | MPC                           |
| 374922     | 2006 YY1   | 19 dez 2006 | Eskridge          | Farpoint Obs.       | —         | MPC                           |
| 374923     | 2006 YP4   | 16 dez 2006 | Kitt Peak         | Spacewatch          | —         | MPC                           |
| 374924     | 2006 YD9   | 20 dez 2006 | Mount Lemmon      | Mount Lemmon Survey | —         | MPC                           |
| 374925     | 2006 YQ11  | 18 dez 2006 | Nyukasa           | Mount Nyukasa Stn.  | —         | MPC                           |
| 374926     | 2006 YT12  | 1 nov 2006  | Mount Lemmon      | Mount Lemmon Survey | Mitidika  | MPC                           |
| 374927     | 2006 YA17  | 21 dez 2006 | Mount Lemmon      | Mount Lemmon Survey | —         | MPC                           |
| 374928     | 2006 YB25  | 21 dez 2006 | Kitt Peak         | Spacewatch          | —         | MPC                           |
| 374929     | 2006 YB47  | 19 nov 2006 | Kitt Peak         | Spacewatch          | —         | MPC                           |
| 374930     | 2007 AU12  | 21 nov 2006 | Mount Lemmon      | Mount Lemmon Survey | Mitidika  | MPC                           |
| 374931     | 2007 AJ15  | 10 jan 2007 | Catalina          | CSS                 | —         | MPC                           |
| 374932     | 2007 AM17  | 15 jan 2007 | Catalina          | CSS                 | —         | MPC                           |
| 374933     | 2007 AT23  | 10 jan 2007 | Mount Lemmon      | Mount Lemmon Survey | —         | MPC                           |
| 374934     | 2007 AY27  | 10 jan 2007 | Mount Lemmon      | Mount Lemmon Survey | —         | MPC                           |
| 374935     | 2007 BL    | 15 nov 2006 | Mount Lemmon      | Mount Lemmon Survey | —         | MPC                           |
| 374936     | 2007 BE3   | 27 nov 2006 | Mount Lemmon      | Mount Lemmon Survey | —         | MPC                           |
| 374937     | 2007 BC4   | 16 jan 2007 | Socorro           | LINEAR              | Mitidika  | MPC                           |
| 374938     | 2007 BU19  | 23 jan 2007 | Anderson Mesa     | LONEOS              | —         | MPC                           |
| 374939     | 2007 BL23  | 24 jan 2007 | Mount Lemmon      | Mount Lemmon Survey | —         | MPC                           |
| 374940     | 2007 BU35  | 24 jan 2007 | Mount Lemmon      | Mount Lemmon Survey | —         | MPC                           |
| 374941     | 2007 BE38  | 27 dez 2006 | Mount Lemmon      | Mount Lemmon Survey | —         | MPC                           |
| 374942     | 2007 BN41  | 24 jan 2007 | Mount Lemmon      | Mount Lemmon Survey | Mitidika  | MPC                           |
| 374943     | 2007 BX49  | 26 jan 2007 | Piszkéstető       | K. Sárneczky        | —         | MPC                           |
| 374944     | 2007 BV54  | 24 jan 2007 | Mount Lemmon      | Mount Lemmon Survey | —         | MPC                           |
| 374945     | 2007 BH57  | 24 jan 2007 | Socorro           | LINEAR              | —         | MPC                           |
| 374946     | 2007 BU61  | 27 jan 2007 | Mount Lemmon      | Mount Lemmon Survey | Mitidika  | MPC                           |
| 374947     | 2007 BA65  | 27 jan 2007 | Mount Lemmon      | Mount Lemmon Survey | —         | MPC                           |
| 374948     | 2007 BE74  | 17 jan 2007 | Kitt Peak         | Spacewatch          | —         | MPC                           |
| 374949     | 2007 CR2   | 23 dez 2006 | Mount Lemmon      | Mount Lemmon Survey | —         | MPC                           |
| 374950     | 2007 CG6   | 21 nov 2006 | Mount Lemmon      | Mount Lemmon Survey | —         | MPC                           |
| 374951     | 2007 CN7   | 21 nov 2006 | Mount Lemmon      | Mount Lemmon Survey | —         | MPC                           |
| 374952     | 2007 CZ14  | 7 fev 2007  | Mount Lemmon      | Mount Lemmon Survey | —         | MPC                           |
| 374953     | 2007 CW34  | 6 fev 2007  | Palomar           | NEAT                | —         | MPC                           |
| 374954     | 2007 CZ35  | 6 fev 2007  | Mount Lemmon      | Mount Lemmon Survey | —         | MPC                           |
| 374955     | 2007 CK37  | 6 fev 2007  | Mount Lemmon      | Mount Lemmon Survey | Mitidika  | MPC                           |
| 374956     | 2007 CQ39  | 10 jan 2007 | Mount Lemmon      | Mount Lemmon Survey | —         | MPC                           |
| 374957     | 2007 CN46  | 8 fev 2007  | Mount Lemmon      | Mount Lemmon Survey | —         | MPC                           |
| 374958     | 2007 CF47  | 8 fev 2007  | Palomar           | NEAT                | —         | MPC                           |
| 374959     | 2007 CV47  | 10 fev 2007 | Mount Lemmon      | Mount Lemmon Survey | —         | MPC                           |
| 374960     | 2007 CC50  | 10 fev 2007 | Catalina          | CSS                 | —         | MPC                           |
| 374961     | 2007 CK56  | 15 fev 2007 | Catalina          | CSS                 | —         | MPC                           |
| 374962     | 2007 CB61  | 13 fev 2007 | Socorro           | LINEAR              | —         | MPC                           |
| 374963     | 2007 DS2   | 16 fev 2007 | Catalina          | CSS                 | —         | MPC                           |
| 374964     | 2007 DG5   | 17 fev 2007 | Kitt Peak         | Spacewatch          | —         | MPC                           |
| 374965     | 2007 DC11  | 17 fev 2007 | Kitt Peak         | Spacewatch          | —         | MPC                           |
| 374966     | 2007 DE23  | 17 fev 2007 | Kitt Peak         | Spacewatch          | —         | MPC                           |
| 374967     | 2007 DL25  | 29 out 2005 | Mount Lemmon      | Mount Lemmon Survey | —         | MPC                           |
| 374968     | 2007 DP29  | 17 fev 2007 | Kitt Peak         | Spacewatch          | —         | MPC                           |
| 374969     | 2007 DL37  | 17 fev 2007 | Kitt Peak         | Spacewatch          | —         | MPC                           |
| 374970     | 2007 DD41  | 22 fev 2007 | Catalina          | CSS                 | Juno      | MPC                           |
| 374971     | 2007 DV43  | 17 fev 2007 | Mount Lemmon      | Mount Lemmon Survey | —         | MPC                           |
| 374972     | 2007 DA50  | 10 mar 2003 | Anderson Mesa     | LONEOS              | —         | MPC                           |
| 374973     | 2007 DA52  | 17 fev 2007 | Mount Lemmon      | Mount Lemmon Survey | —         | MPC                           |
| 374974     | 2007 DF75  | 21 fev 2007 | Mount Lemmon      | Mount Lemmon Survey | —         | MPC                           |
| 374975     | 2007 DW90  | 18 set 1999 | Kitt Peak         | Spacewatch          | —         | MPC                           |
| 374976     | 2007 DN97  | 23 fev 2007 | Kitt Peak         | Spacewatch          | —         | MPC                           |
| 374977     | 2007 DR105 | 17 fev 2007 | Mount Lemmon      | Mount Lemmon Survey | —         | MPC                           |
| 374978     | 2007 ES7   | 9 mar 2007  | Mount Lemmon      | Mount Lemmon Survey | —         | MPC                           |
| 374979     | 2007 EM9   | 9 mar 2007  | Mount Lemmon      | Mount Lemmon Survey | —         | MPC                           |
| 374980     | 2007 EJ23  | 10 mar 2007 | Mount Lemmon      | Mount Lemmon Survey | —         | MPC                           |
| 374981     | 2007 EG30  | 26 fev 2007 | Mount Lemmon      | Mount Lemmon Survey | —         | MPC                           |
| 374982     | 2007 ER36  | 11 mar 2007 | Anderson Mesa     | LONEOS              | —         | MPC                           |
| 374983     | 2007 EZ36  | 27 fev 2007 | Kitt Peak         | Spacewatch          | —         | MPC                           |
| 374984     | 2007 ED38  | 11 mar 2007 | Mount Lemmon      | Mount Lemmon Survey | —         | MPC                           |
| 374985     | 2007 EO71  | 10 mar 2007 | Kitt Peak         | Spacewatch          | Juno      | MPC                           |
| 374986     | 2007 EV79  | 10 mar 2007 | Mount Lemmon      | Mount Lemmon Survey | —         | MPC                           |
| 374987     | 2007 EX81  | 11 mar 2007 | Kitt Peak         | Spacewatch          | —         | MPC                           |
| 374988     | 2007 EB83  | 27 mar 2003 | Kitt Peak         | Spacewatch          | —         | MPC                           |
| 374989     | 2007 EF87  | 13 mar 2007 | Kitt Peak         | Spacewatch          | —         | MPC                           |
| 374990     | 2007 EV124 | 14 mar 2007 | Kitt Peak         | Spacewatch          | —         | MPC                           |
| 374991     | 2007 EZ136 | 11 mar 2007 | Kitt Peak         | Spacewatch          | —         | MPC                           |
| 374992     | 2007 EY180 | 14 mar 2007 | Kitt Peak         | Spacewatch          | —         | MPC                           |
| 374993     | 2007 ED191 | 13 mar 2007 | Kitt Peak         | Spacewatch          | —         | MPC                           |
| 374994     | 2007 EX196 | 15 mar 2007 | Kitt Peak         | Spacewatch          | —         | MPC                           |
| 374995     | 2007 EM210 | 8 mar 2007  | Palomar           | NEAT                | —         | MPC                           |
| 374996     | 2007 ET214 | 10 mar 2007 | Kitt Peak         | Spacewatch          | —         | MPC                           |
| 374997     | 2007 ES217 | 13 mar 2007 | Kitt Peak         | Spacewatch          | —         | MPC                           |
| 374998     | 2007 EB222 | 11 mar 2007 | Kitt Peak         | Spacewatch          | —         | MPC                           |
| 374999     | 2007 EN222 | 11 mar 2007 | Catalina          | CSS                 | —         | MPC                           |
| 375000     | 2007 EN223 | 14 mar 2007 | Mount Lemmon      | Mount Lemmon Survey | —         | MPC                           |